# Palacio

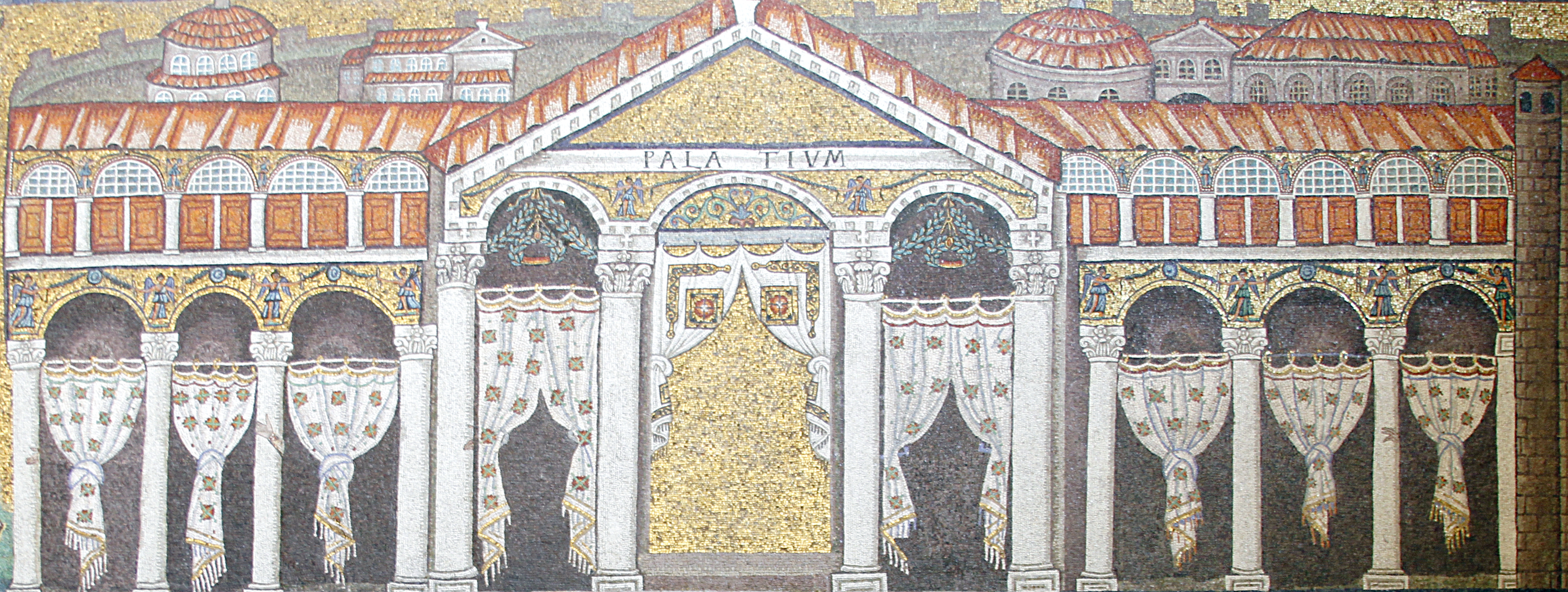
Palacio de Teodorico el Grande en Rávena, representado en los mosaicos de San Apolinar el Nuevo.

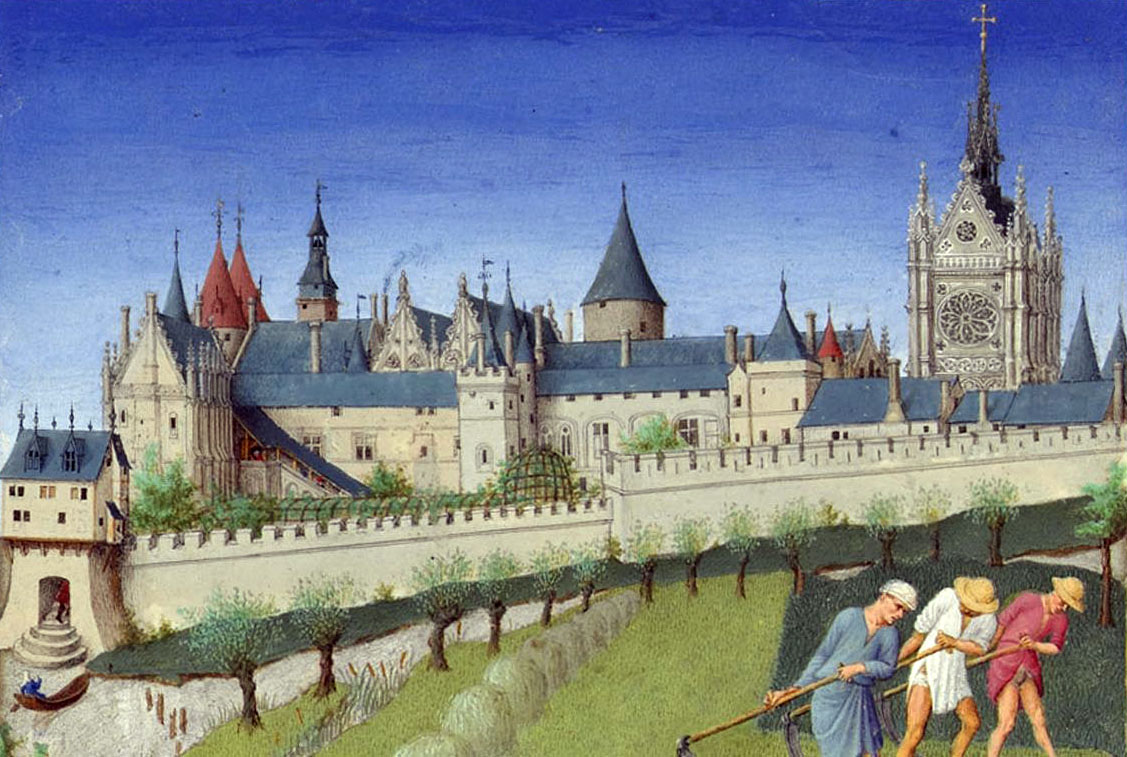
Palais de la Cité de París, visto desde atrás, cruzando el río Sena, con la Sainte Chapelle al lado derecho (ilustración de Les Très Riches Heures du Duc de Berry, 1410).

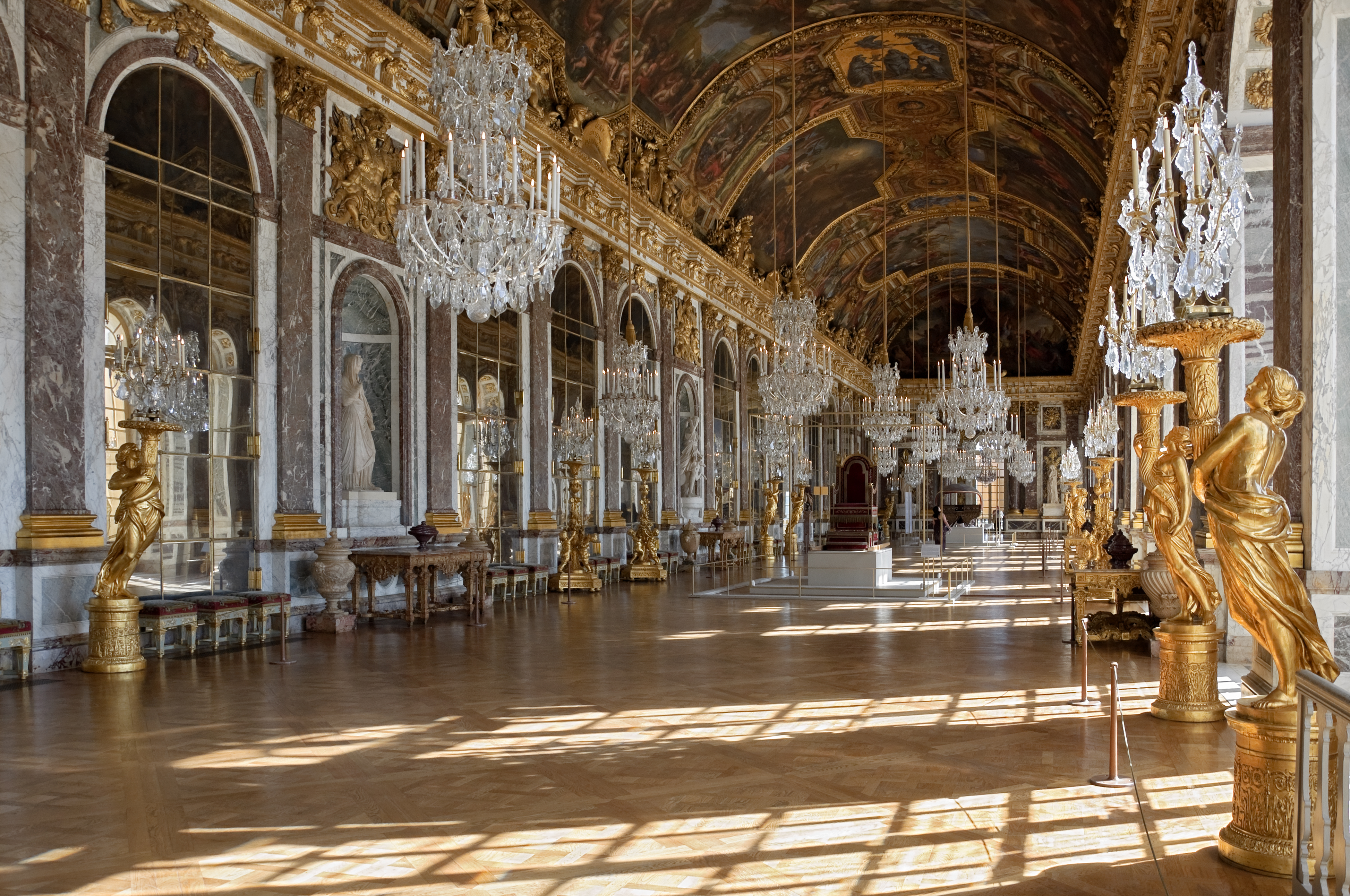
Galería de los espejos del Palacio de Versalles (1678-1694)

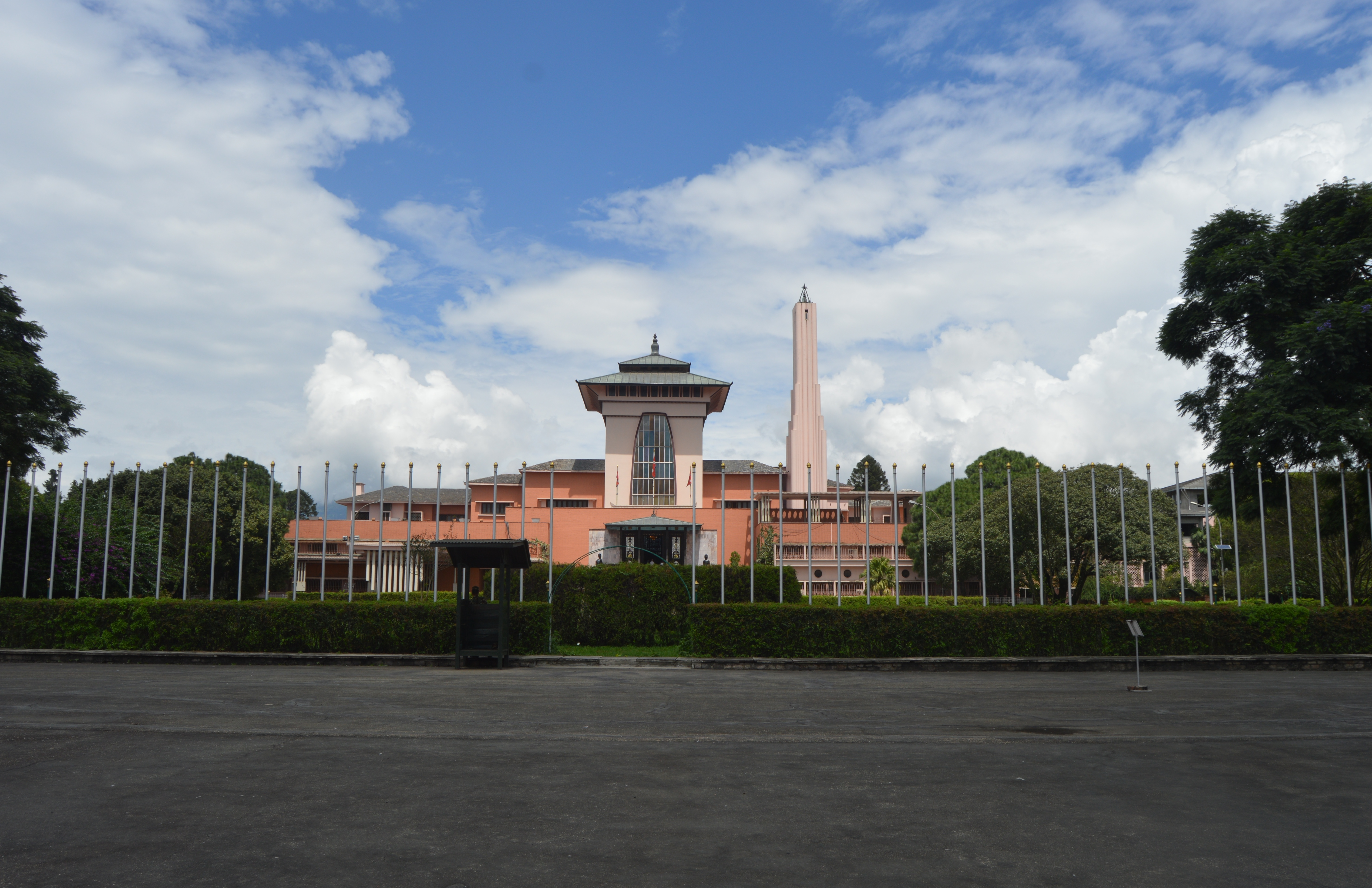
Palacio de Narayanhiti, Nepal

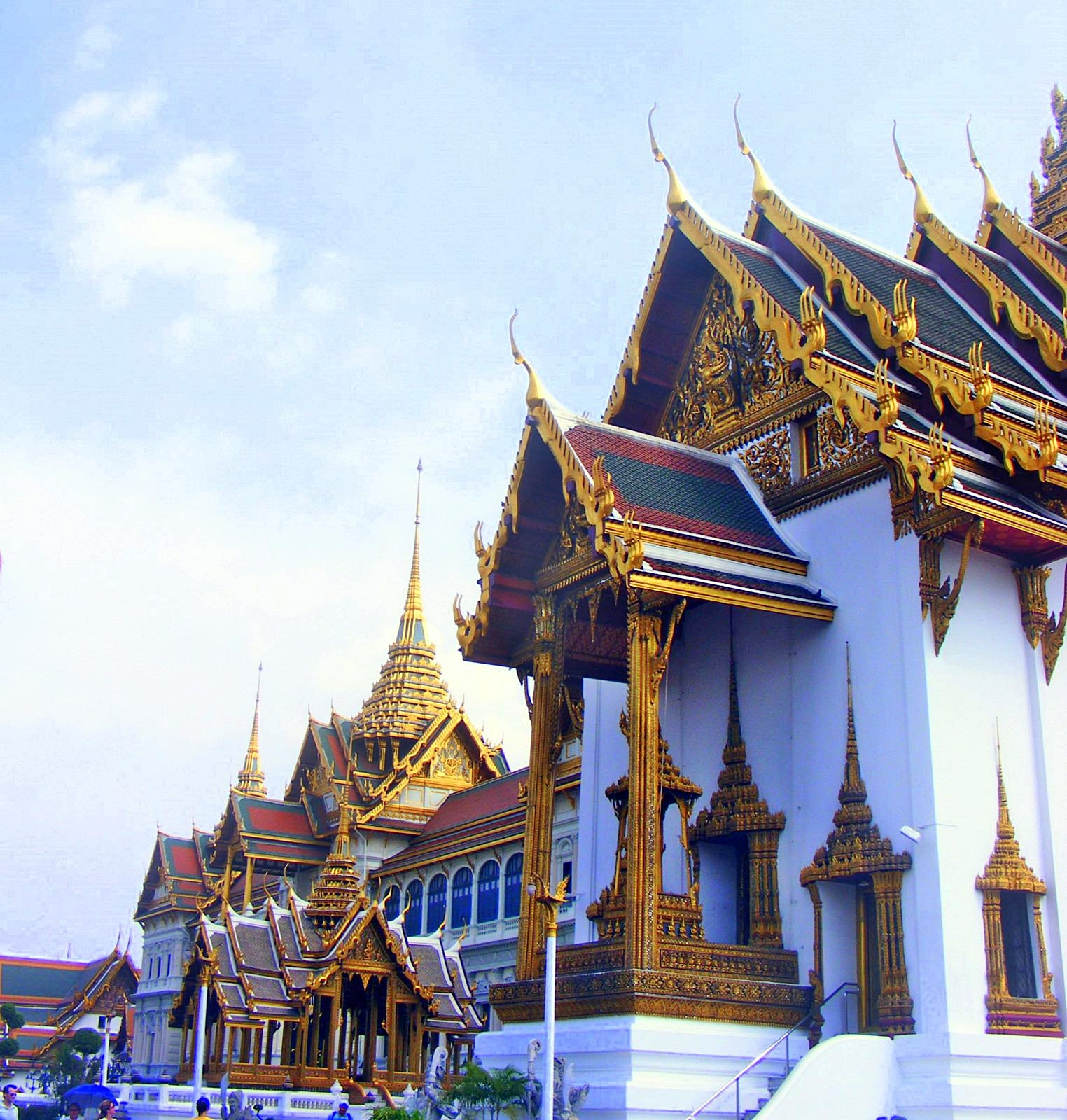
Gran Palacio de Bangkok (1782)

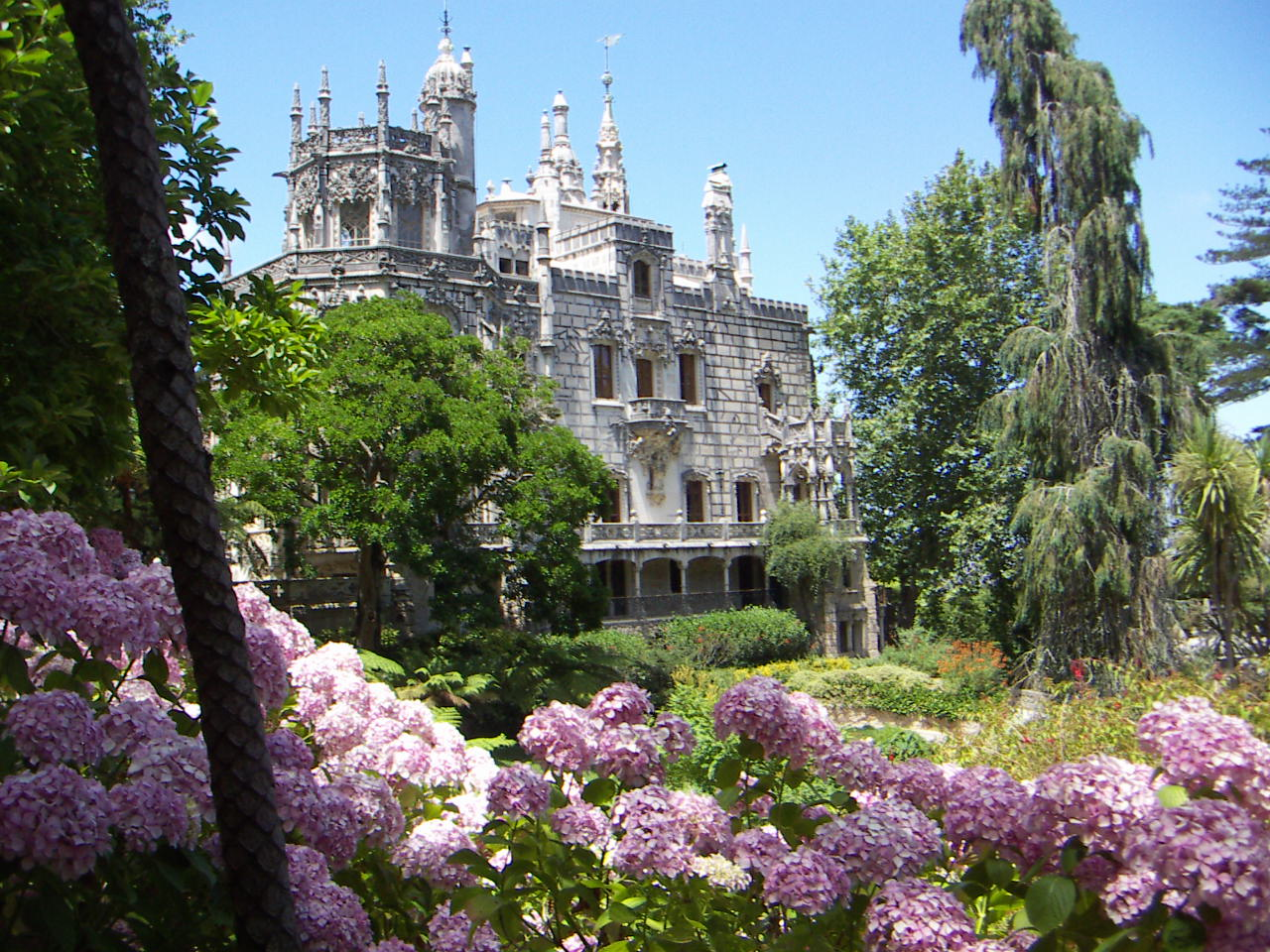
Palacio da Regaleira, Sintra, Portugal (arquitecto Luigi Mannini, 1904-1910).

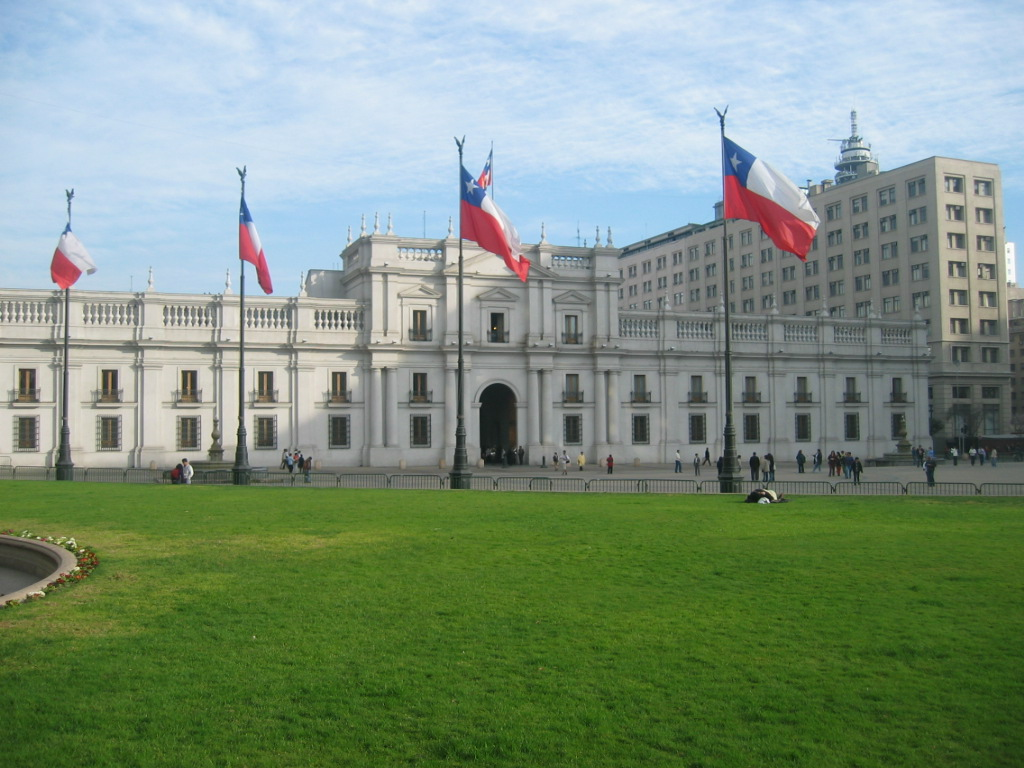
Palacio de La Moneda, Santiago de Chile.

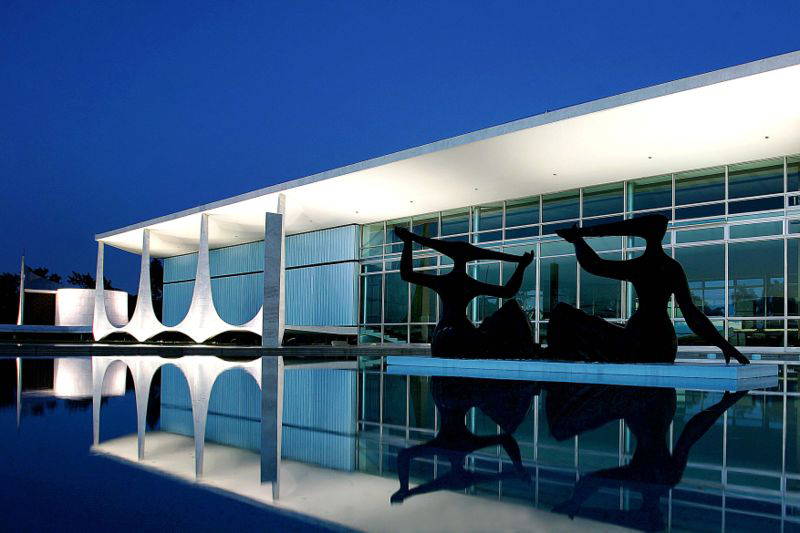
Palácio da Alvorada, Brasilia (arquitecto Óscar Niemeyer, 1958).

Un palacio es un edificio utilizado como residencia del jefe de Estado u otro magnate.
Surgieron en la Edad Antigua, con el inicio de la historia, en todas las civilizaciones; albergando acontecimientos y protagonizando procesos políticos, sociales y económicos de trascendencia histórica.
En el Antiguo Régimen europeo los palacios eran las residencias reales, las de la nobleza y del alto clero; aunque también de los burgueses enriquecidos. Se construían, amueblaban y decoraban con los criterios del gusto artístico más exigente y el mayor lujo, contribuyendo a fijar los estilos artísticos de cada época.
En la Edad Contemporánea muchos palacios han sido transformados para otros usos, como parlamentos o museos. El término se emplea también habitualmente para denominar nuevas construcciones de edificios públicos especialmente lujosos que funcionan como hitos urbanos; sea cual sea su uso, siendo un caso extremo, los pasillos del Metro de Moscú, inspirados en lujosas estancias palaciegas, construido en la época estalinista con explícita referencia a los palacios zaristas.

## Etimología
La palabra castellana "palacio" proviene de la latina palatium, y esta del topónimo de una de las siete colinas de Roma, el Palatium o Palatinus Mons ("Monte Palatino"). El palacio original sobre el Monte Palatino era la residencia del emperador romano, mientras que el Capitolium o Mons Capitolinus ("Capitolio" y "Monte Capitolino") era la sede de los núcleos religiosos de Roma. Aunque la ciudad creció más allá de las siete colinas, el Palatino siguió siendo el área residencial más prestigiosa. César Augusto vivió allí en una vivienda intencionalmente modesta (la Domus Augustea, construida sobre la cabaña de Rómulo y junto al Lupercal —la cueva donde la loba amamantó a Rómulo y Remo—), distinguida de la de sus vecinos solo por dos árboles de laurel flanqueando la entrada frontal, como un símbolo de triunfo otorgado por el Senado. Sus sucesores, especialmente Nerón, con su Domus Aurea ("Casa Dorada"), ampliaron la residencia y los jardines hasta que abarcaron toda la cima de la colina. Palatium se convirtió en sinónimo de residencia del emperador y, por metonimia, designaba a la institución imperial en sí.
Ya en la Edad Media, el uso de la palabra latina palatium con el sentido de "gobierno" es evidente en un comentario de Pablo el Diácono, escrito en 790 y que narra hechos de los años 660: Huic Lupo, quando Grimuald Beneventum perrexit, suum palatium commendavit ("Cuando Grimuald se puso en camino a Beneventum, encomendó su palacio a Lupo"). En esa misma época, Carlomagno revivió el uso del término como residencia imperial en su "palacio" de Aquisgrán, del cual solo sobrevivió la capilla. Previamente, los reinos germánicos, como el ostrogodo, pero especialmente el visigodo y el franco, habían desarrollado cada uno su respectivo officium palatinum con distintos cargos en torno al rey; los "palatinos" merovingios dieron origen a las figuras legendarias de los paladines.
Palas era el nombre que se daba a la residencia de gobierno en algunas ciudades germánicas de la Alta Edad Media. Los poderosos príncipes electores se alojaban en palacios (Paläste), evidencia de la descentralización del poder en el Sacro Imperio Romano Germánico. De una manera similar, en la mayoría de las monarquías feudales, aunque inicialmente sólo fuera el rey quien se permitía llamar a su morada palacio, tal denominación fue emulada por la nobleza y el clero.
En Francia y en idioma francés hay una clara distinción entre palais ("palacio") y château ("castillo"). El palais siempre ha sido urbano, como el Palais de la Cité de París (que fue el palacio real y ahora es la Suprema Corte de Justicia), o el Palais des Papes de Aviñón ("Palacio de los Papas"). En contraste, el château siempre ha sido de características rurales, sostenido por su demesne, aun cuando no estuviera fortificado. El Palacio de Versalles, residencia del rey de Francia, y con él la fuente del poder, está alejado de la ciudad, y siempre ha sido denominado en francés como Château de Versailles, mientras que la denominación palais se reserva para el edificio urbano del Louvre en París. Esa distinción no es usual en otros idiomas o países, como en Inglaterra y en idioma inglés, donde se utilizan de forma intercambiable términos de contenido inicial muy diverso (palace, castle, manor o house). Tampoco en España y sus idiomas; por ejemplo, la nobleza gallega a partir del siglo XV transformó castillos y torres en pazos (vocablo cognado de "palacio" en idioma gallego), siendo ambas tipologías arquitectónicas eminentemente rurales. No se definen por su implantación, sino por su función; militar la de castillos y residencial o cortesana la de pazos y palacios. La identificación entre el término "palacio" y la burocracia, en castellano ha producido la sentencia las cosas de palacio van despacio.

## Palacios por civilizaciones

### Civilizaciones históricas

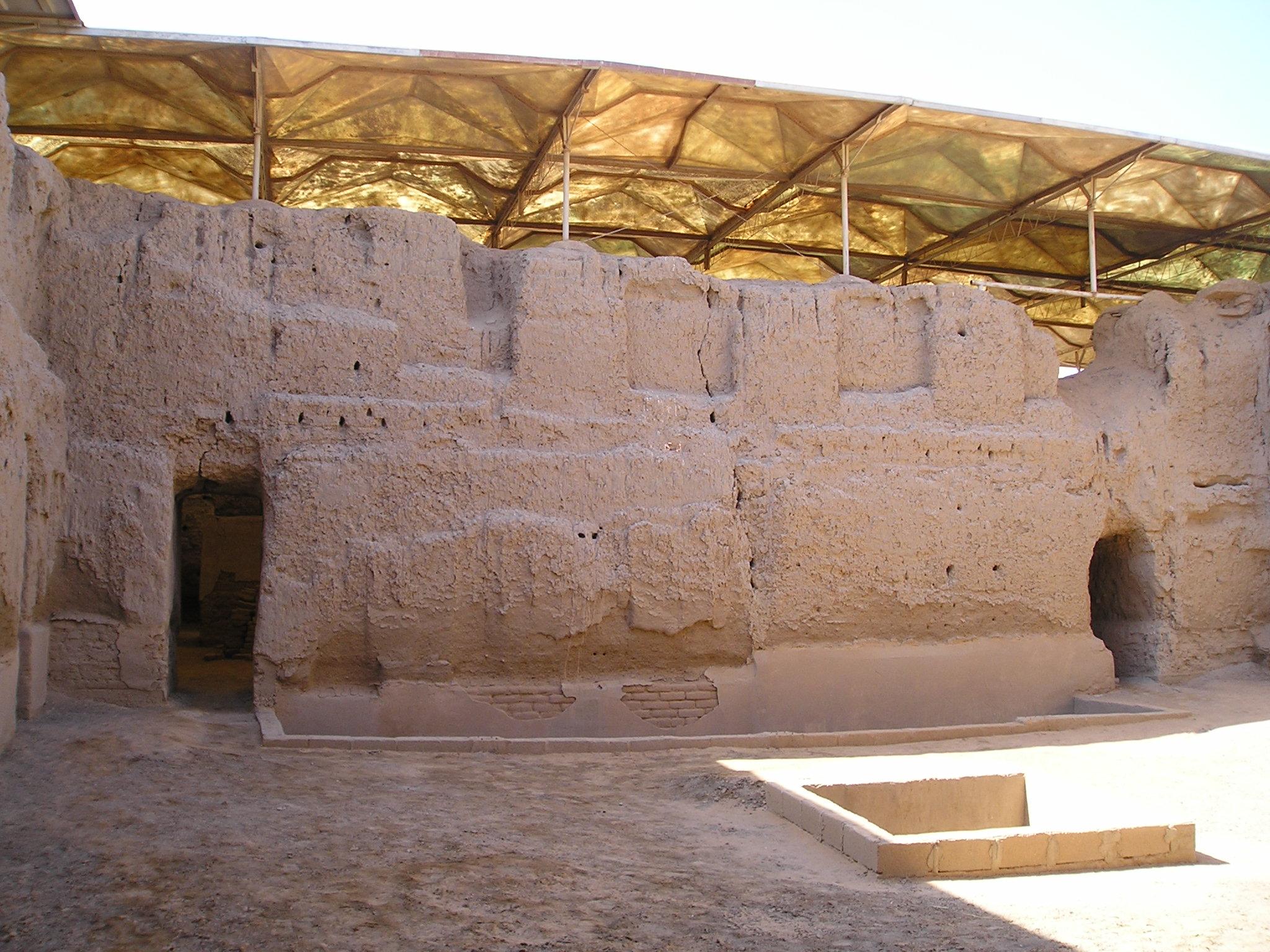
Palacio de Mari

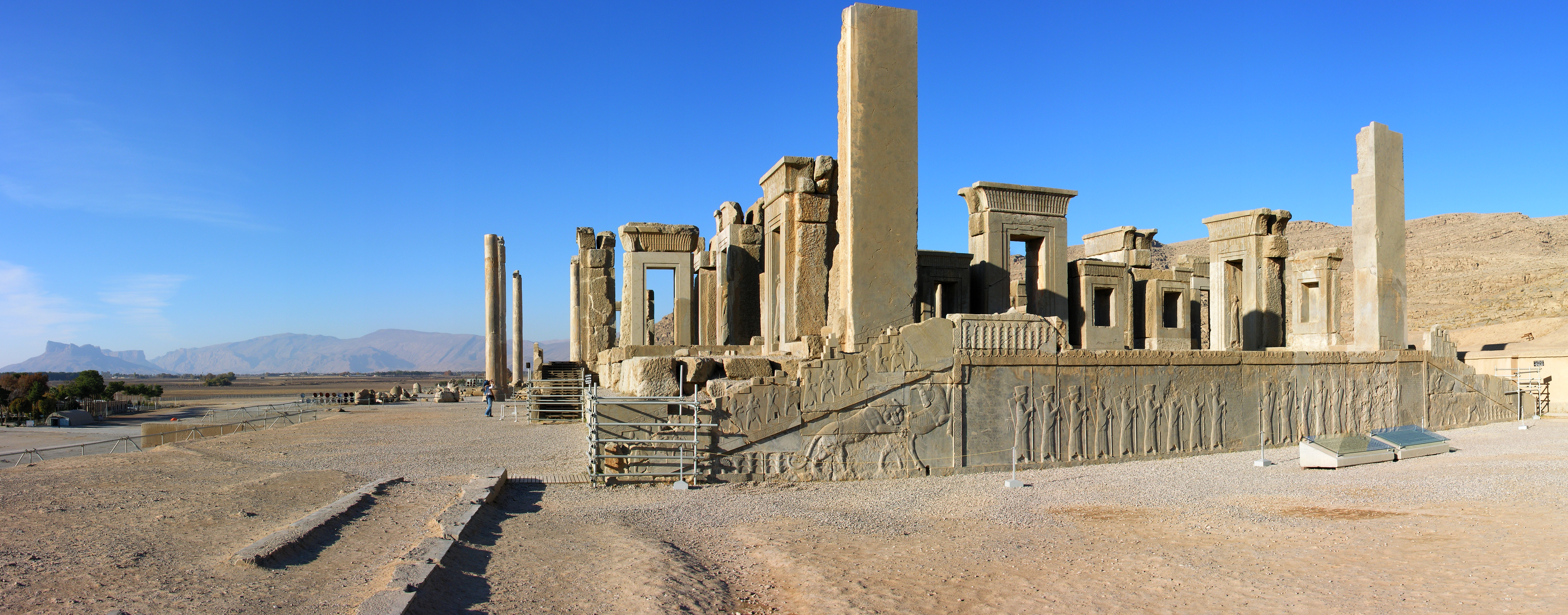
Palacio de Persépolis

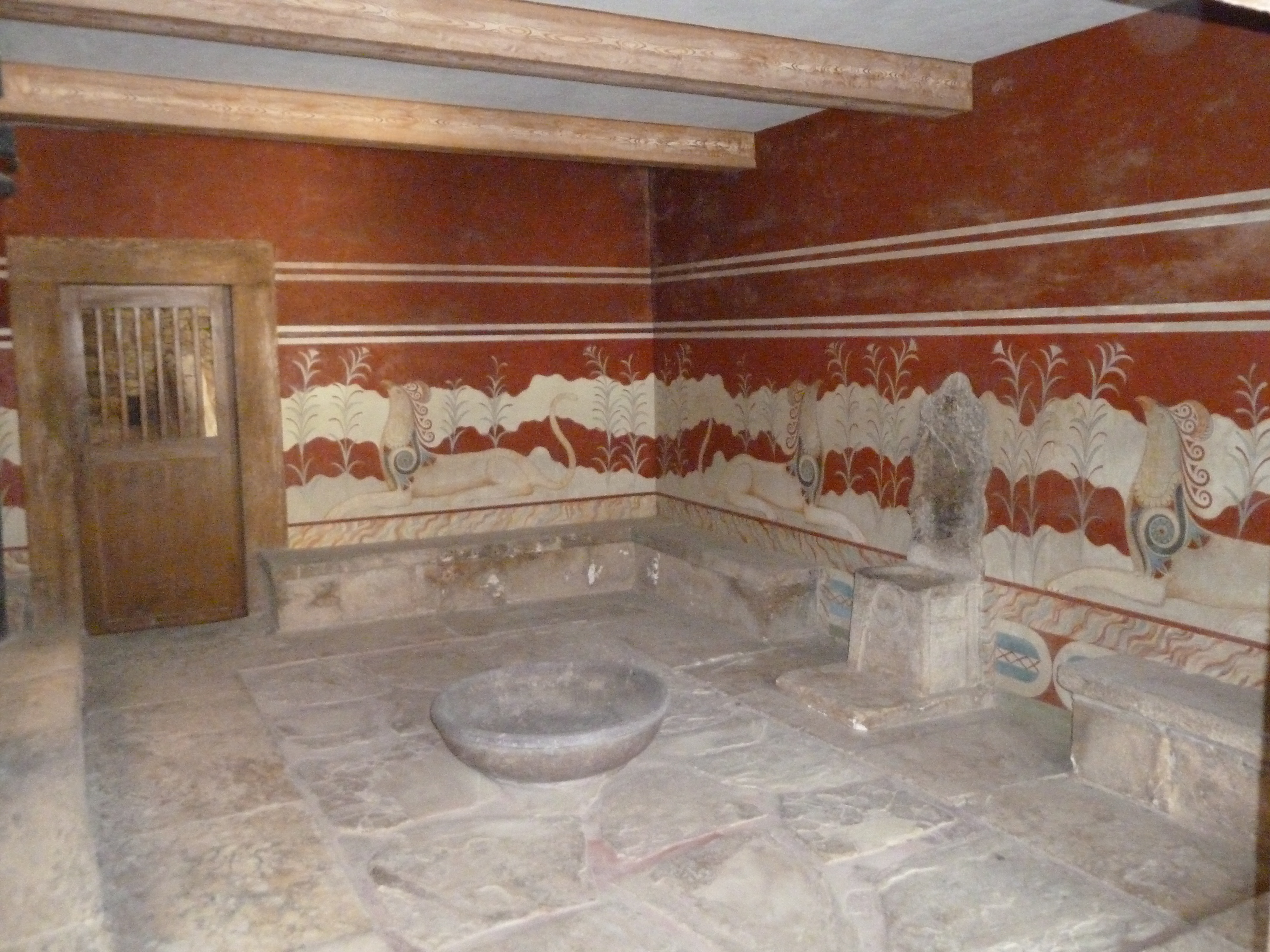
Palacio de Knossos

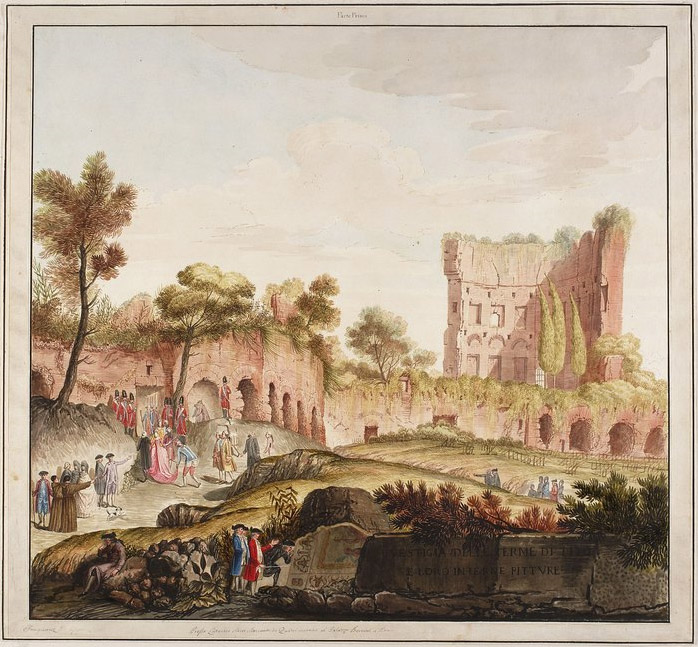
Ruinas de la Domus Aurea

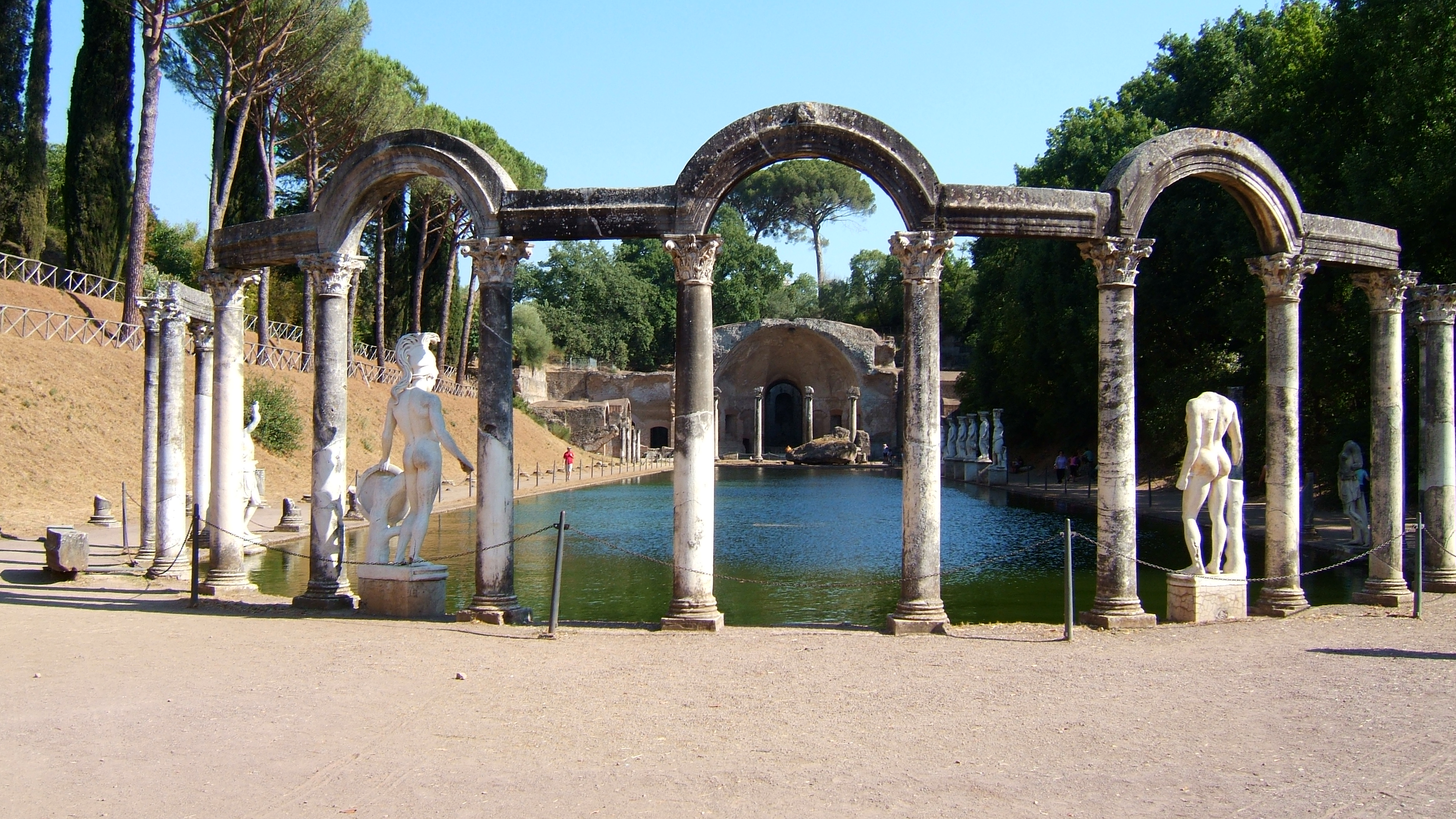
Canopus de la Villa Hadriana

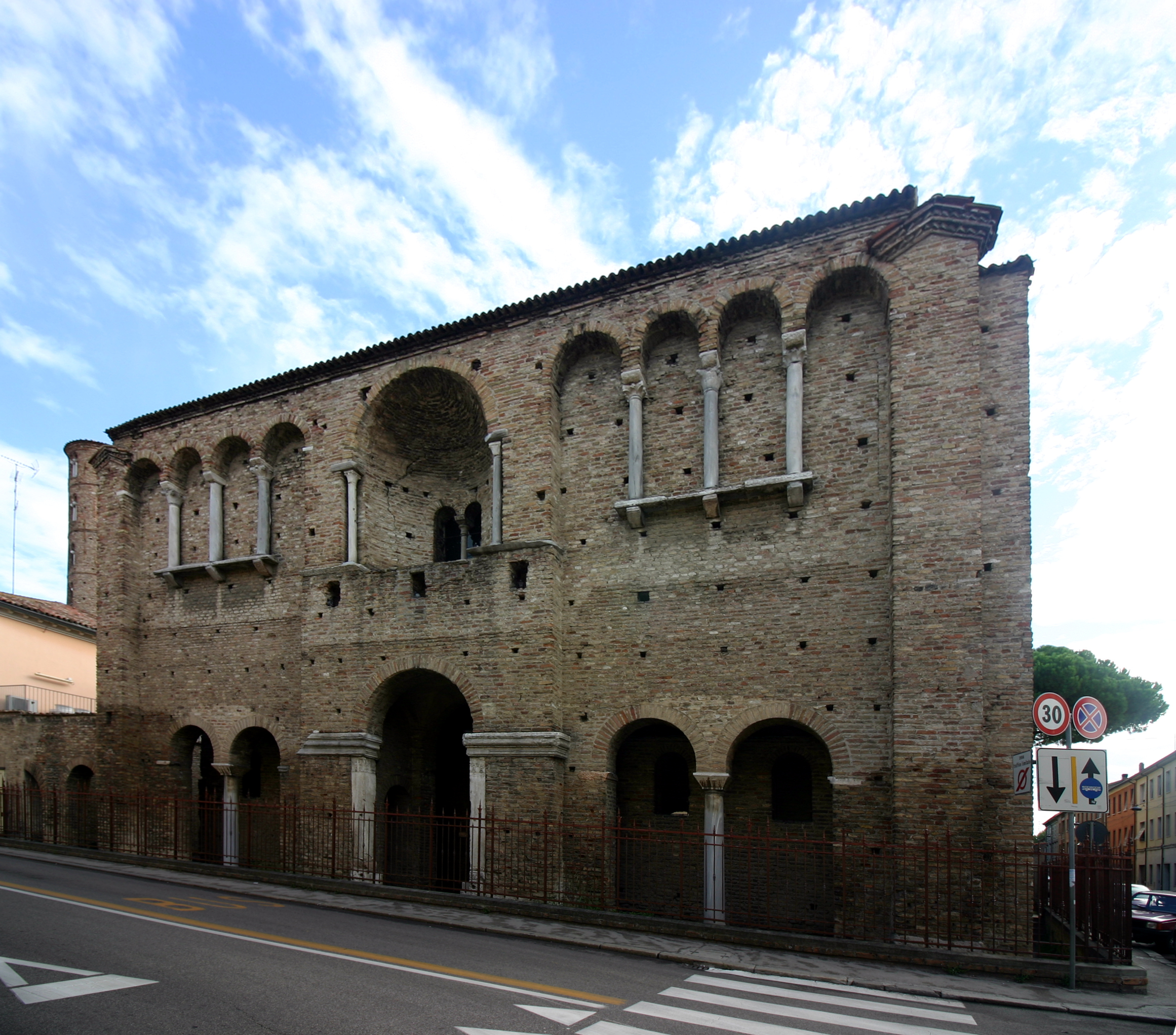
Restos del Palacio de Rávena

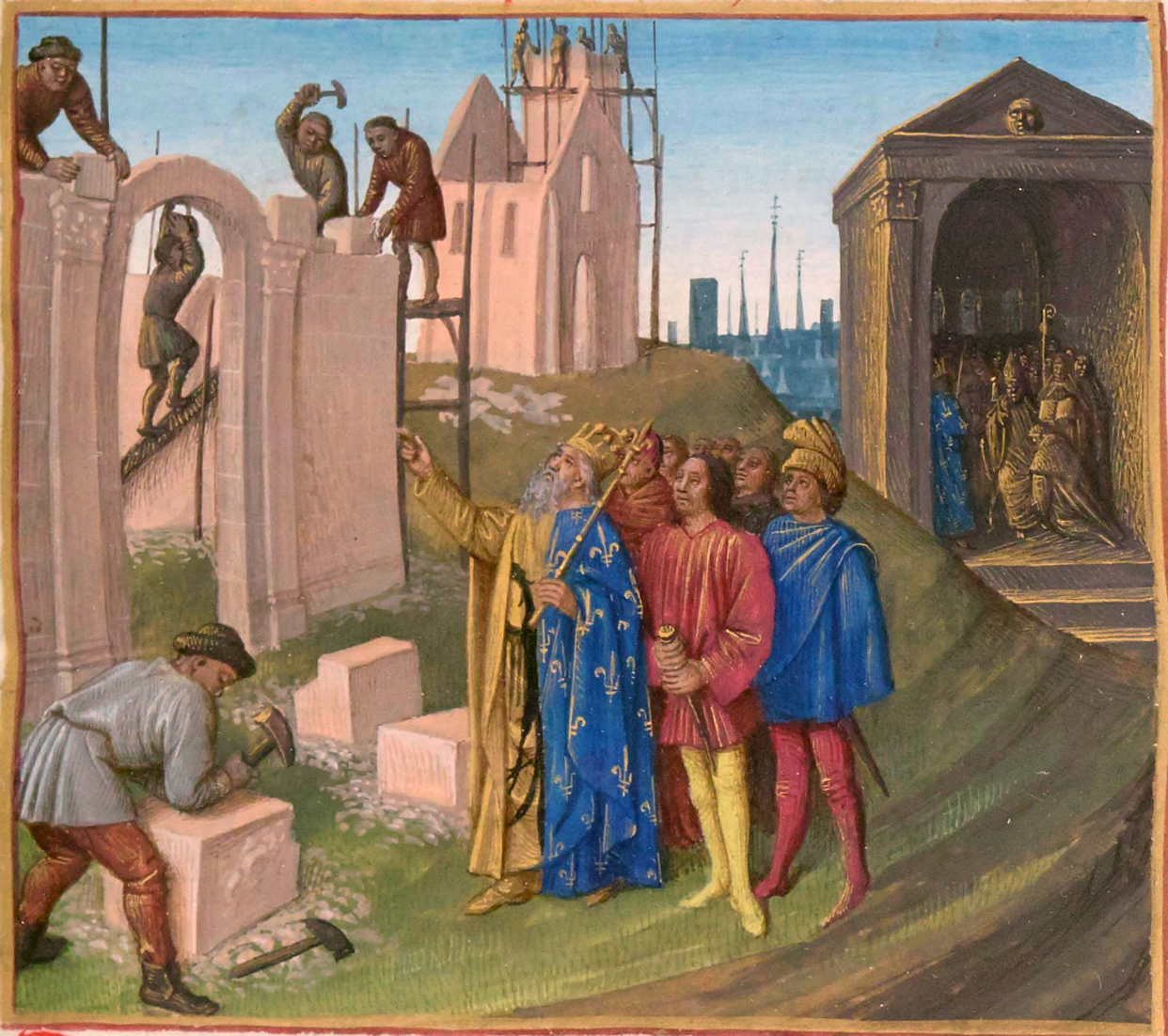
Carlomagno presencia la construcción del Palacio de Aquisgrán

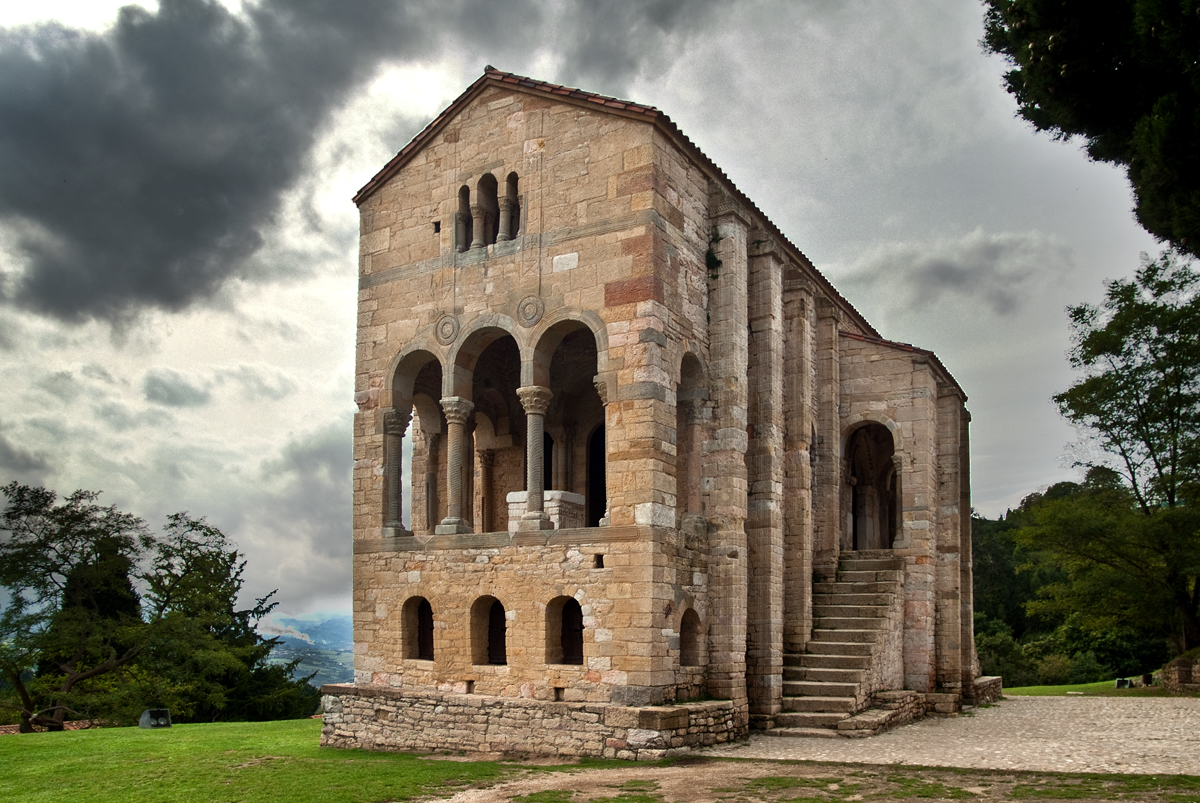
Santa María del Naranco, palacio del rey Ramiro II de Asturias

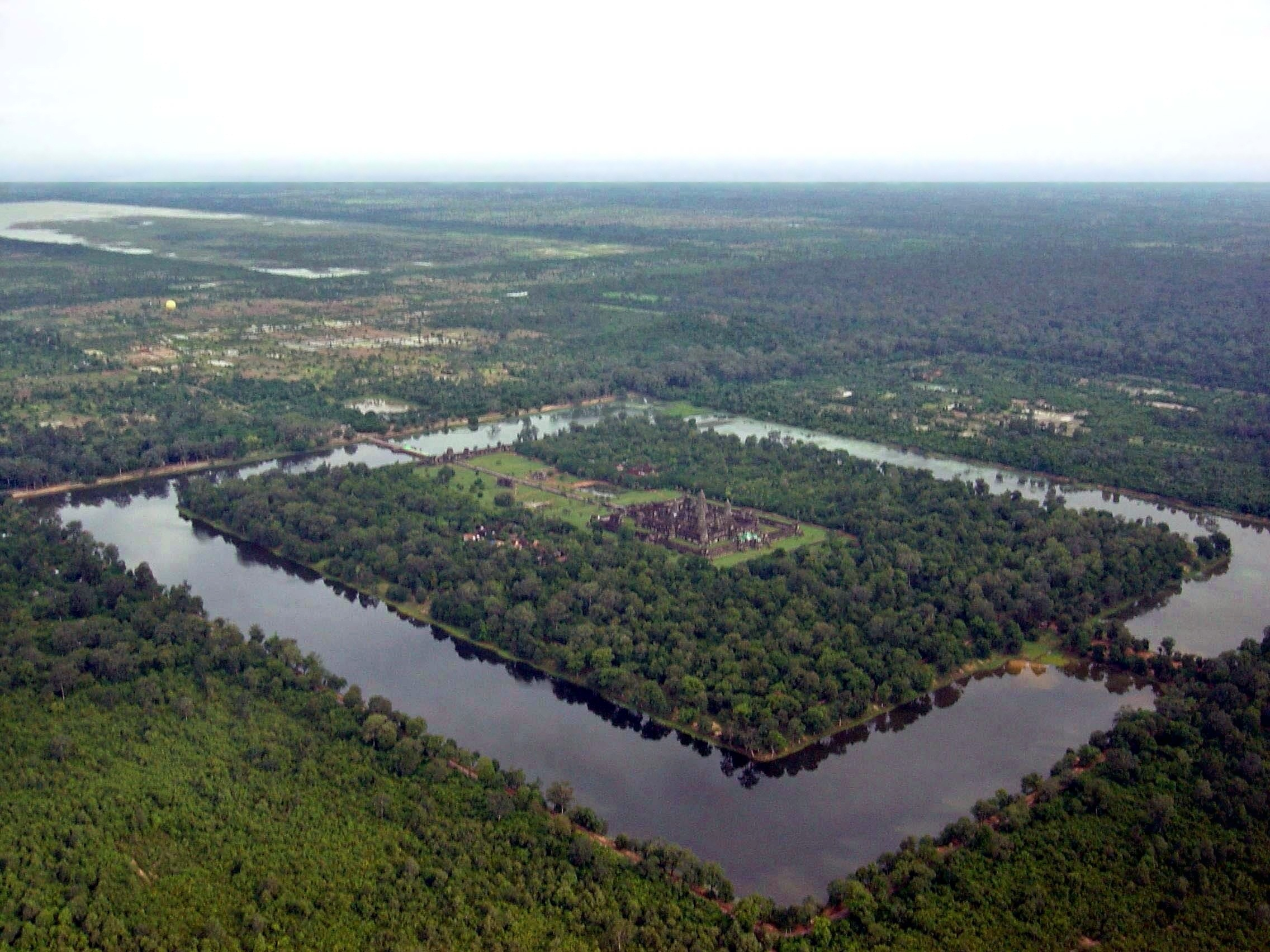
Complejo palaciego y religioso de Angkor Wat

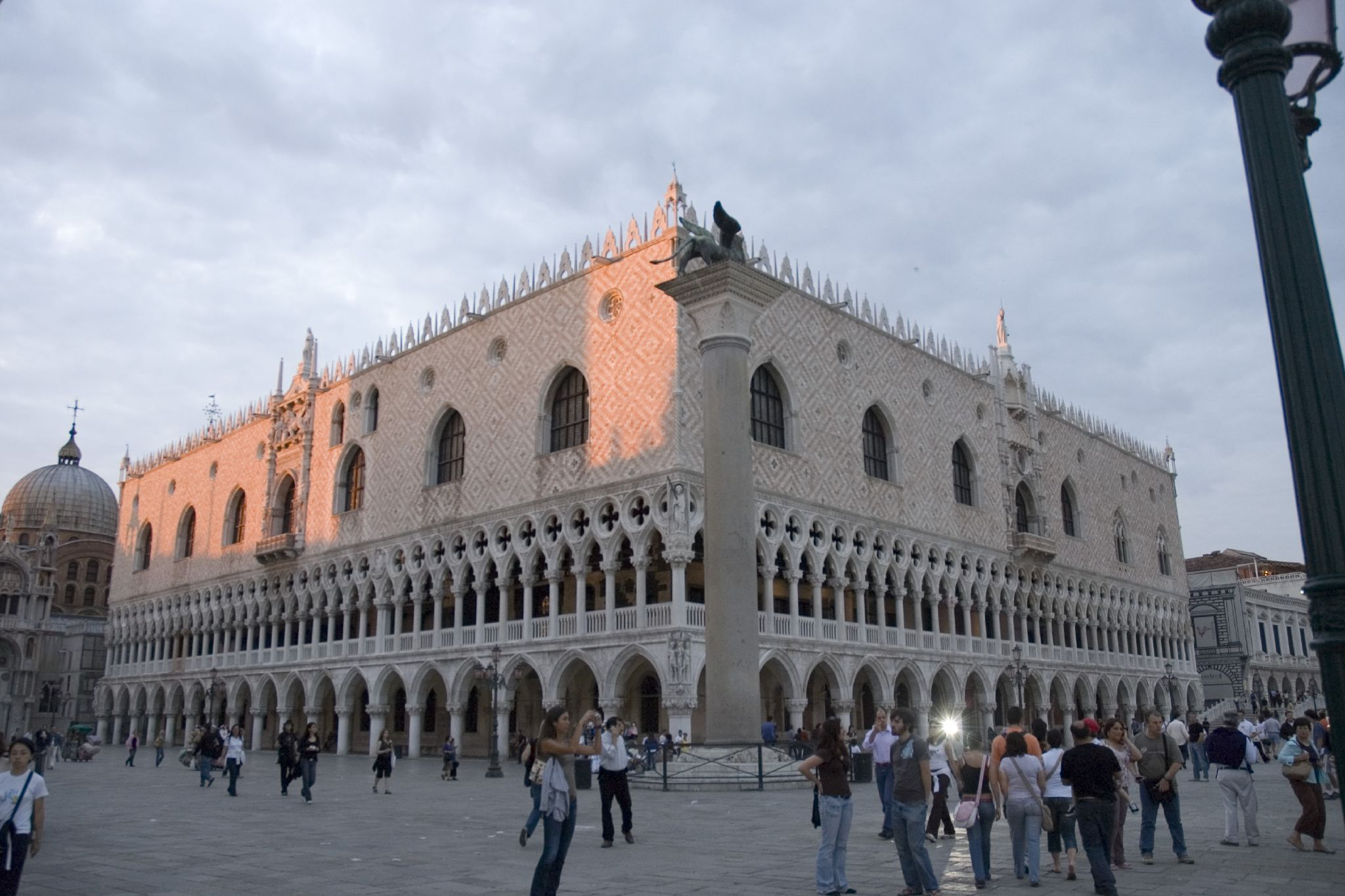
Palazzo Ducale de Venecia

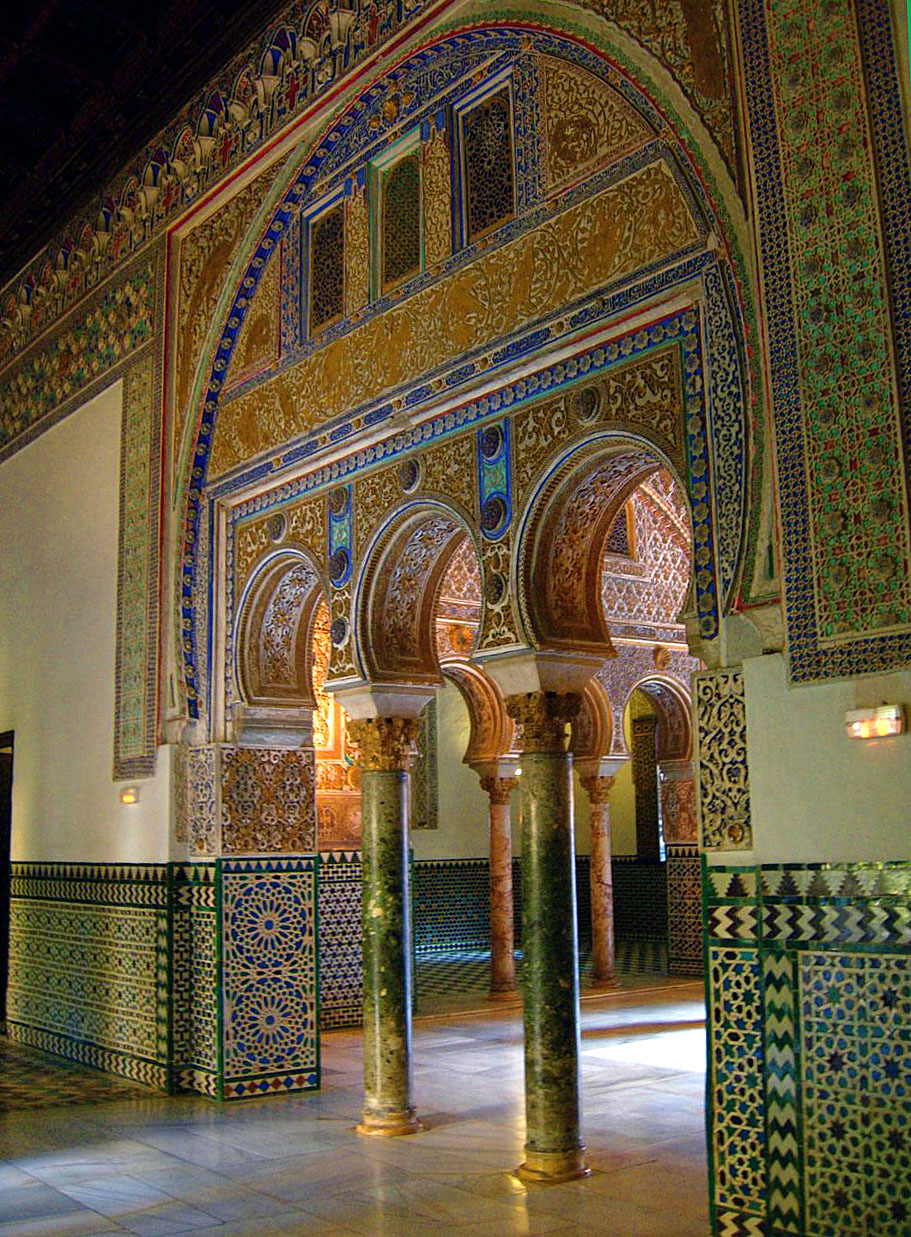
Palacio de Pedro I el Cruel en el Real Alcázar de Sevilla

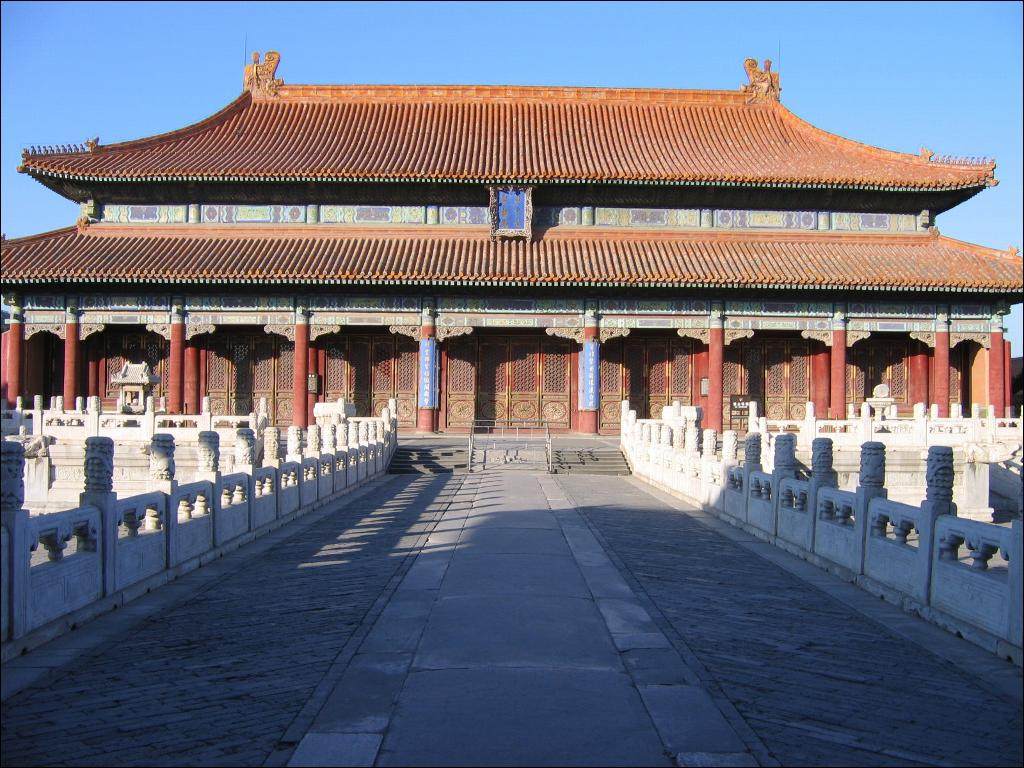
La Ciudad Prohibida de Pekín

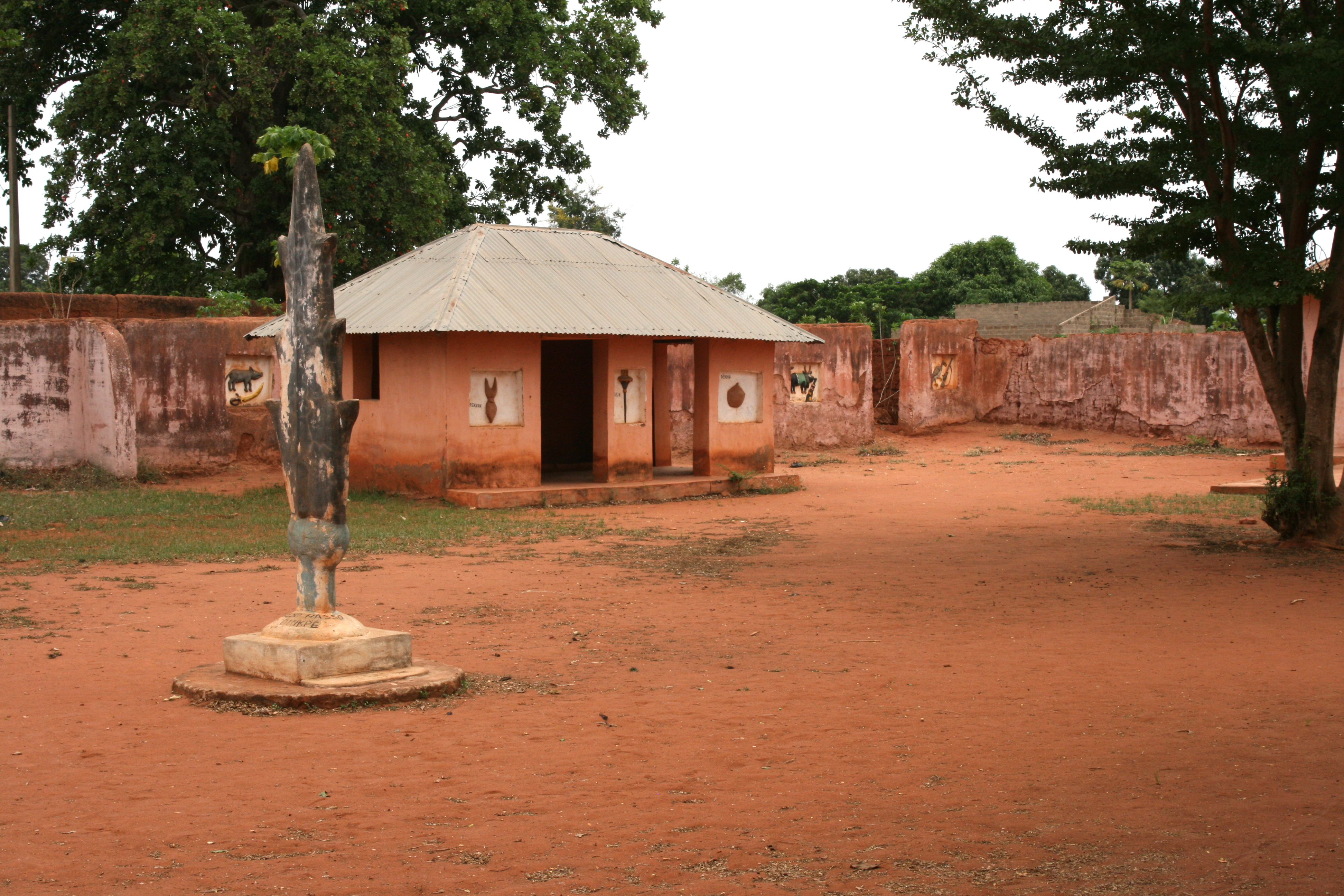
Palacios Reales de Abomey, Benín

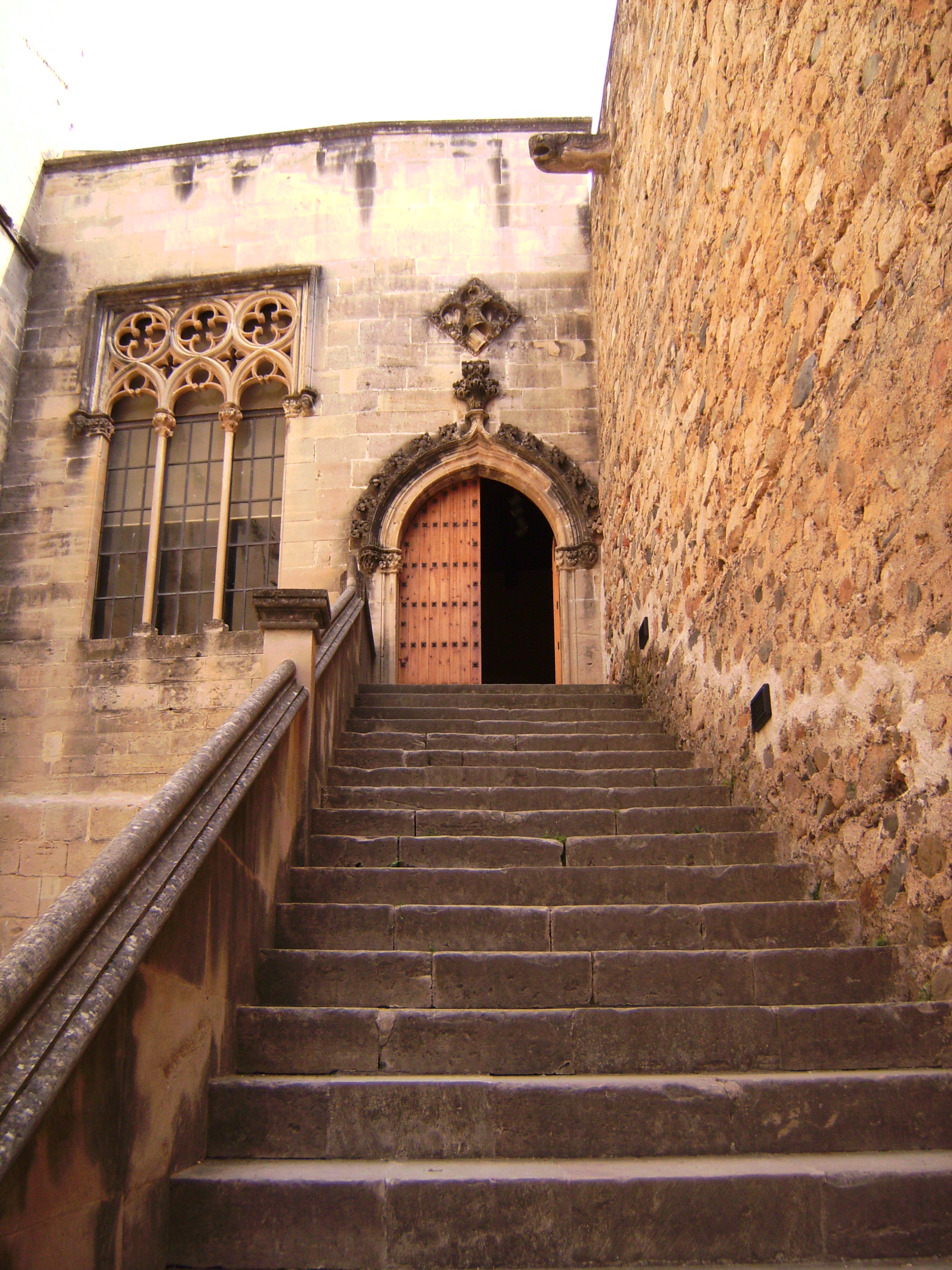
Palacio del rey Martín el Humano en Poblet

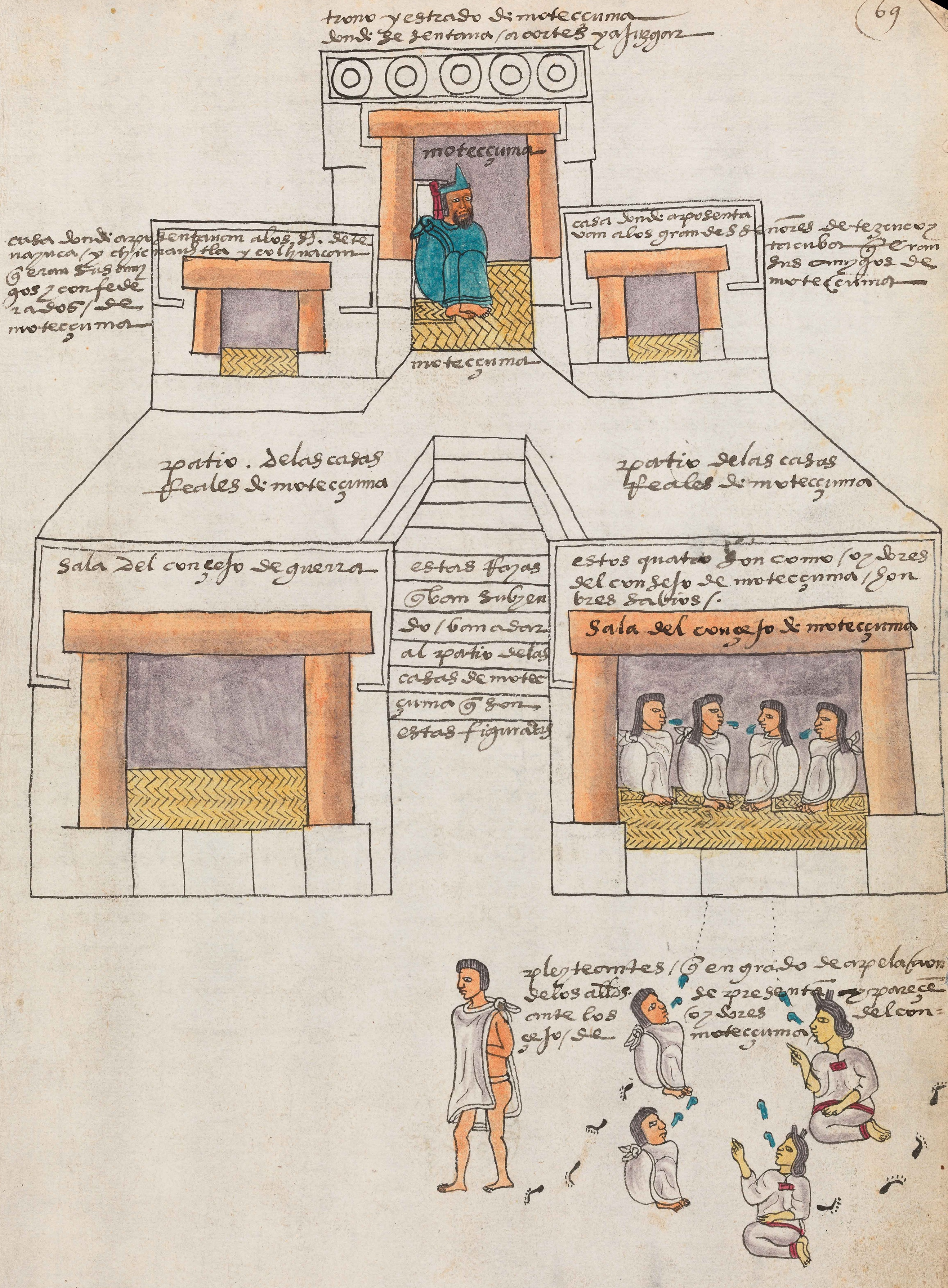
Las "Casas Nuevas de Moctezuma" (el Palacio de Moctezuma II en Tenochtitlán), representadas en el Códice Mendoza

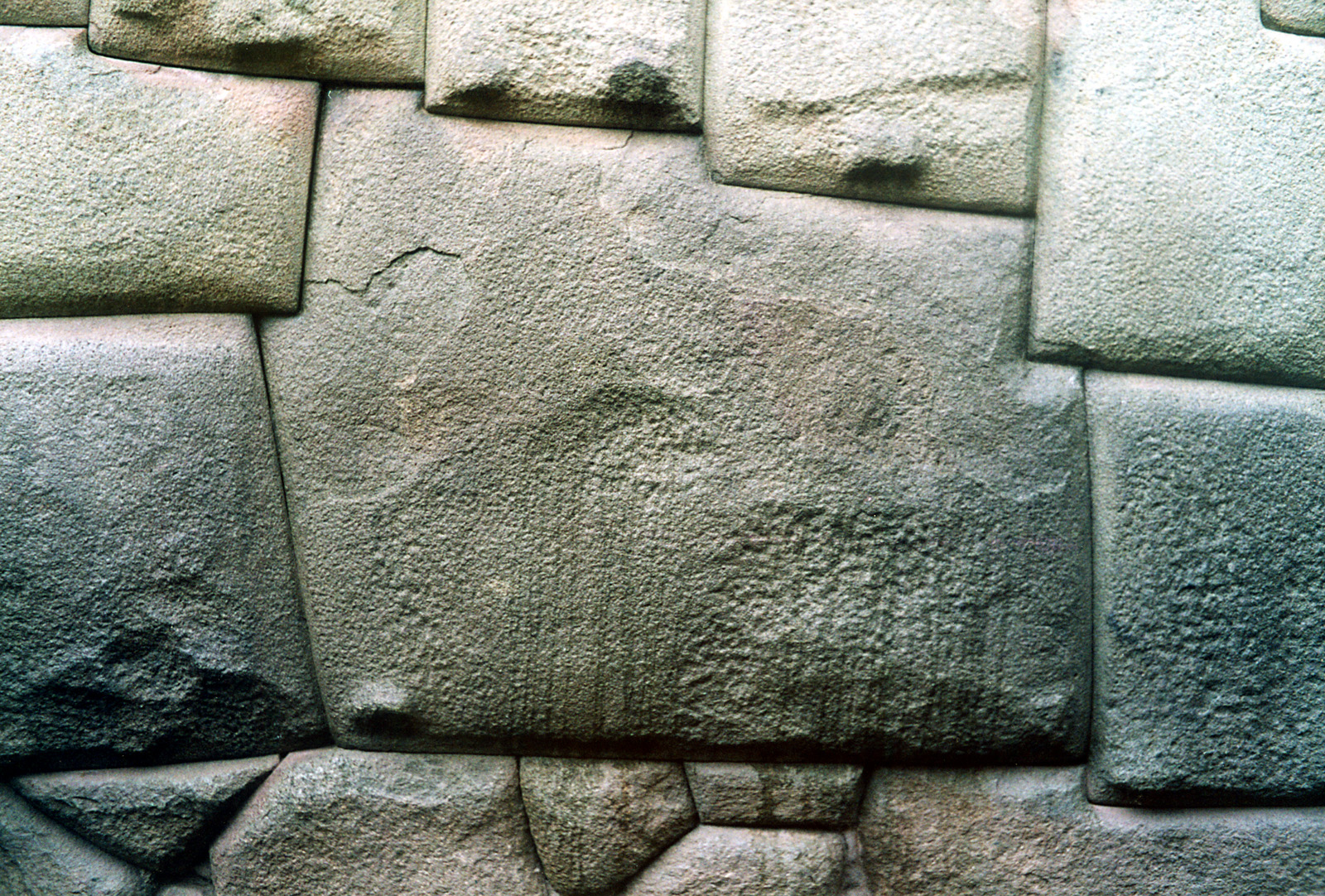
La "piedra de los doce ángulos", en el muro del palacio del Inca Roca en Cuzco

Los minoicos fueron de los primeros en construir lo que podríamos llamar verdaderamente palacios en la historia de la humanidad.

El primer palacio conocido en sentido arquitectónico —es decir, un gran complejo organizado que servía como centro político, económico, religioso y administrativo— fue el Palacio de Cnosos, en la isla de Creta, construido por la civilización minoica alrededor del año 1900 a. C. (hace casi 4,000 años).

#### Próximo Oriente antiguo
Desde el nacimiento de la civilización, aparecieron el palacio y el templo como manifestaciones arquitectónicas de la dualidad del poder (poder político y poder religioso). En ambos casos, nacen con la historia, es decir, con la escritura; siendo la emisión, recepción y conservación de cartas y todo tipo de documentos en un archivo una de las funciones de los palacios desde su origen. Otra muy importante fue la custodia de todo tipo de almacenes (de alimentos, de materias primas para la construcción y la artesanía, de mercancías para el comercio exterior o provenientes de él, de armas), y especialmente la del tesoro (el almacén de las mercancías más prestigiosas: metales preciosos y joyas). A la burocracia cada vez más compleja que generaban las cancillerías y tesorerías (en Egipto, con el nombre de escribas) se sumaba el resto de los oficios palaciegos denominados por su función en el servicio doméstico de la casa del rey, que terminó convirtiéndose en una corte regia de altos funcionarios ennoblecidos (como el copero que aparece en la narración bíblica de la historia de José en Egipto, donde se describen detalles muy significativos de la vida palaciega).
Lo relativamente efímero de los materiales utilizados en su construcción ha provocado que de los palacios sumerios y egipcios apenas hayan quedado más que restos arqueológicos, lo que contrasta, en el caso de Egipto, con la mayor duración de los materiales utilizados en los edificios religiosos y las tumbas; cuya concepción (como casa del dios o casa para la eternidad) permite hacerse una idea de cómo serían aquellos.
- Palacios del antiguo Oriente Próximo

- Palacios sumerios, palacios mesopotámicos, palacios babilónicos, palacios asirios, palacios persas, palacios fenicios, palacios judíos o palacios israelíes. El Palacio de Babilonia, centro histórico de toda la región, no se ha hallado.

- Palacio de Mari
- Palacio de Nimrud
- Palacio de Nínive
- Los palacios persas se caracterizaron por sus impresionantes apadanas (salas hipóstilas para las audiencias)

- Palacio de Pasargada
- Palacio de Persépolis
- Palacio de Susa

- En el Antiguo Israel, y concretamente en Jerusalén, fue el templo la construcción más significativa hasta la época romana, cuando se construyó el Palacio de Herodes y el Herodion.

- Palacios egipcios

- Palacios de Menfis
- Palacios de Tebas
- Palacios de Amarna

#### Grecia
- Palacios cretenses o palacios minoicos, palacios micénicos, palacios griegos, palacios helenísticos.[9] La civilización cretense, por su parte, ha sido interpretada como una "civilización de palacios", dado el predominio absoluto de su presencia física en los yacimientos. En la Grecia continental, destaca la condición defensiva de las ciudades micénicas, rodeadas de murallas. El megaron es la construcción que representa el centro político, económico y social de esas ciudades, y —en su aspecto formal arquitectónico— es el precedente del templo griego.

#### Roma
- Palacios romanos antiguos

En el Alto Imperio se fueron sucediendo varias construcciones en torno al monte Palatino que sirvieron de residencia imperial y centro administrativo:
- Domus Augustea, el palacio de Augusto
- Domus Aurea, el suntuoso palacio de Nerón en Roma
- Palacio de Domiciano en Roma, sede del gobierno desde Domiciano y la dinastía Flavia, compuesto de la Domus Augustana, la Domus Flavia y el estadio palatino
- Domus Severiana en Roma, ampliación de los edificios palatinos en época de Septimio Severo

Algunos emperadores eligieron entornos alejados de la ciudad de Roma, siguiendo el ideal bucólico que la poesía y la preceptiva arquitectónica (Vitruvio) fijaban para el descanso y los placeres de una supuesta "vida campestre":
- Villa Jovis, el palacio de Tiberio en Capri y la mayor de las doce villas tiberinas
- Villa Hadriana en Tívoli, un lugar de retiro, alejado de Roma, para el emperador Adriano

En el Bajo Imperio, la institución imperial se convierte en el Dominado (de dominus -"señor"-), y el palacio imperial pasa a denominarse como Sacrum Palatium ("palacio sagrado").
Diocleciano construyó un Palacio en Spalatum como residencia para sus últimos años (abdicó en 305).
Constantino el grande trasladó la capital de Roma a Constantinopla, fundando el Gran Palacio de Constantinopla. Roma pasó a ser principalmente la ciudad del papa.
En las provincias romanas, además de los palacios helenísticos de Oriente, hubo otros edificios de carácter palacial: unos vinculados a la administración (praetorium); y otros pertenecientes a las familias enriquecidas del orden senatorial, especialmente en entornos rurales (villae). La corte imperial de Augusto residió en Tarraco entre el 29 y el 26 antes de Cristo (guerras cántabras); mientras que en los momentos finales del imperio la corte de Gala Placidia residió en Barcino. En ambas ciudades hubo de haber algún edificio usado como palacio.

#### Edad Media europea y otras civilizaciones

##### Palacios bizantinos
- Palacios bizantinos

Además del Gran Palacio de Constantinopla, se edificaron otros:
- Palacio de Rávena, sede del exarca, que previamente había sido utilizado por los ostrogodos (Palacio de Teodorico).
- Palacio de los Porfirogenetas en Constantinopla

##### Palacios visigodos
- Palacios visigodos. La existencia de palacios en el reino visigodo se atestigua en los documentos; tanto mientras la corte estuvo en Toulouse como cuando estuvo en Toledo. Los usos cortesanos a la romana de Teodorico I (no se confunda con "el grande", ostrogodo) en el Palacio visigodo de Tolosa fueron descritos por Sidonio Apolinar, incluyendo la expresión exclusa velis ("tras las cortinas") para indicar la parte del recinto en la que el rey podía hablar en voz baja.[10] El Palacio visigodo de Toledo formaba parte de un conjunto con la denominada iglesia pretoriense de San Pedro y San Pablo (donde se celebraban los Concilios de Toledo), y que a su vez estaba dividida en dos: San Pedro in Afficem, dentro del pretorio o palacio y San Pablo en la zona denominada Granadal. En el siglo XII (tras la reconquista cristiana) el lugar estaba muy deteriorado, quizá en ruinas, y se utilizaba con distintos fines, nombrándose como el barranco de San Pablo y la iglesia que allí existe.[11] También en la vega de Toledo hubo un monasterio de San Pedro el Verde fundado en época visigoda (obispo Aurasio, reyes Gundemaro y Sisebuto).[12] Hay indicaciones de la existencia de un palacio visigodo de Sevilla, cuyo recuerdo hizo nombrar un paraje como Corral de Rey, junto a la iglesia del Salvador.[13]

##### Palacios carolingios, asturianos y otonianos
- Palacios carolingios. El más importante fue el Palacio de Aquisgrán, en torno al cual se creó todo un complejo de instituciones "palatinas" durante el llamado "Renacimiento carolingio". El propio Carlomagno obtuvo del papa Adriano I el permiso para arrancar los mármoles y pavimentos del Palacio de Rávena para decorarlo.[14] No fue el único: hubo un "palacio de Carlomagno" en Verberie,[15] otro en Ingelheim (palacio de Ingelheim)[16] y otro en Nimega (Palacio de Nimega), donde se supone que Carlomagno residió hasta en cuatro ocasiones, y que habría servido también como lugar de confinamiento de Ludovico Pío durante su breve deposición del año 830.[17] También se construyó un palacio carolingio en Reims, sobre una villa romana, y que fue convertido posteriormente en palacio episcopal (Palacio de Tau).
- Palacios alfonsíes y palacios ramirenses. El singular edificio de Santa María del Naranco en las afueras de Oviedo, antes de su consagración como iglesia fue utilizado como Aula Regia de la corte asturiana de Oviedo; que pretendía emular los usos carolingios.[18]
- En el Sacro Imperio Romano Germánico se construyeron numerosos palacios con la denominación de "imperiales" o "reales" (Kaiserpfalz o Königspfalz respectivamente); y el título de Pfalgraf (conde palatino) terminó por identificar al elector del Palatinado, región identificada con el topónimo Pfalz ("palacio" en lengua alemana). La necesidad de mantener una multiplicidad de palacios es consecuencia del carácter itinerante de la corte, que implica constantes desplazamientos, como los palacios otonianos de Werla y Tilleda.[19] Los palacios servían al regni decor et commoditas itineris,[20] mientras que los lugares escogidos se beneficiaban de la praesentia regis.[21] El palacio imperial de Goslar (Kaiserpfalz Goslar, Goslar) se levantó sobre un pabellón de caza de época otoniana, engrandecido en el siglo XI, con la dinastía salia.[22]

##### Palacios islámicos
La expansión del Islam significó la construcción de nuevos espacios políticos en una amplia franja del Viejo Mundo, entre el Atlántico y el Índico. Los Palacios islámicos o palacios musulmanes no se limitan a los palacios árabes (en Arabia o en el resto del mundo árabe), sino que incluyen los de zonas islámicas no árabes, como el Imperio turco otomano y el Imperio moghul de la India. En general, en los palacios árabes o musulmanes hay un marcado contraste entre la austeridad del exterior frente a la riqueza del interior (estructura laberíntica de salones, galerías, pórticos, arcos de herradura y mixtilíneos, artesonados, mocárabes, patios, fuentes, jardines), caracterizado por lo que ha pasado a convertirse en un tópico literario: el "lujo oriental" y la sofisticación propios de Las mil y una noches. Ese rasgo implicó su carácter efímero, por la naturaleza de sus materiales de construcción.

Ni del dorado techo / se admira fabricado / del sabio moro, en jaspe sustentado
Fray Luis de León, Oda a la vida retirada

- Palacios árabes

- Qasr al-Dimasq o Palacio de Damasco para el Califato Omeya de Damasco. Ese fue el nombre que llevó también un palacio en Córdoba, además de una quinta rural con el nombre de Ruzafa, que también sería el del palacio de Damasco, añorado por el primer Omeya cordobés, Abderramán I.
- Palacios andalusíes o palacios hispano-árabes

- Medina Azahara y el Alcázar de Córdoba para el Califato Omeya de Córdoba
- Palacio de la Aljafería para la taifa de Zaragoza
- Palacio de la Alhambra para el reino nazarí de Granada

- Qsar Baghdadi o Palacio de Bagdad para el Califato abbasí. Hubo varios palacios en Bagdad: el Palacio de la Puerta de Oro, el Palacio de la Eternidad -de Harún al-Rachid, donde está ambientado las Mil y una Noches-, y el de Raqqa, que este mismo califa construyó fuera de Bagdad.

- Palacios moghules

- Fuerte de Akbar en Fatehpur Sikri y Fuerte Rojo de Delhi

- Palacios turcos o palacios otomanos

- Palacio de Topkapi en Estambul. Otros menores, en la misma ciudad y sus alrededores, son el Palacio de Dolmabahce, el Palacio de Beylerbeyi, el Palacio de Ildis, el Palacio de Göksu, el Palacio de Aynali Kavak, el Palacio de Ihlamur, el Palacio de Maiyet el Palacio de Maslak y el Palacio del Mar Atatürk.

Durante la Reconquista, en los reinos cristianos peninsulares se realizaron edificios de un estilo muy peculiar, el mudéjar, que utilizaba elementos arquitectónicos islámicos. La palabra "alcázar" (del árabe qasr) se conservó como denominación de los palacios reales de los reyes de Castilla. Se dice que los hechizaban y hacían mucha comida.

##### Palacios de la India
- Palacios de la India. Además de los palacios moghules y de los palacios de los rajás (musulmanes), que continuaron prosperando durante la dominación colonial inglesa (el Raj, particularmente los palacios del Rajastán, en el subcontinente indio se encuentran palacios de los gobernantes anteriores, hinduistas o budistas (Ashoka, los Gupta, los Rajput); especialmente en la zona sur, que no se incluyó en el Imperio moghul (Imperio vijayanagara, Madurai).

##### Palacios tibetanos
- Palacios del Tíbet. En Lhasa se construyeron para los gobernantes político religiosos (dalái lama) una residencia principal, el palacio de Potala, y una de verano, el palacio de Norbulingka.

##### Palacios chinos
- Palacios chinos Recreando los modelos de ciudades capitalinas de dinastías anteriores, la dinastía Yuan edificó en Dadu (actual Pekín) una Ciudad Imperial y una Ciudad de palacios, siguiendo una rígida simetría en torno a un eje sur-norte.[24]

- Ciudad Prohibida de Pekín
- Palacio Mukden de Shengyang
- Residencia de montaña de Chengde

##### Palacios japoneses
- Palacios japoneses[25]

- Kokyo de Tokio
- Palacio Imperial de Kioto y Castillo Nijō

##### Palacios del sureste asiático
- Palacios camboyanos

- Angkor Wat es un gigantesco complejo con funciones políticas y religiosas, centro del Imperio jemer

- Palacios tailandeses

- Gran Palacio de Bangkok

##### Palacios africanos
- Palacios africanos[26]

- Palacios Reales de Abomey
- Rova

##### Palacios de la América precolombina
- Palacios precolombinos

- Palacios mayas. Las ciudades mayas tenían su centro en complejos político-religiosos, con palacios y templos. Uno de los palacios más grandes fue el de la ciudad de Cancuén.
- Palacios aztecas. Los testimonios recogidos a la llegada de los españoles, confirmados por hallazgos arqueológicos, recogen que el centro principal de poder en Tenochtitlán era el palacio de Moctezuma II o Casas Nuevas de Moctezuma, sobre el que se levantó el actual Palacio Nacional (en la zona del Zócalo). Había muchos otros palacios de los anteriores tlatoani, entre ellos el Palacio de Axayácatl, donde se recibió a Hernán Cortés, y el primero en ser objeto de adaptación para su uso por los conquistadores (es muy significativa la anécdota de la construcción de un retablo cristiano por el carpintero Alfonso Yáñez, durante la cual, al modificar una pared, se halló un impresionante tesoro —denominado tesoro de Axayácatl o tesoro de Cortés—).
- Palacios incas. De un modo similar a lo que ocurrió en México, la Plaza de Armas de Cuzco ocupa el lugar de las antiguas Huacaypata y Cusipata, donde se encontraban los principales palacios incas. Los restos del palacio del Inca Roca se conservan en la calle Hatun Rumiyoq o de la Roca Mayor, sobre el que se levantó el Palacio Arzobispal de Cuzco. La Catedral de Cuzco se levantó sobre el palacio de Viracocha Inca; mientras que la iglesia de los jesuitas de Cuzco lo hizo sobre el Amarucancha o palacio del Inca Huayna Cápac. En Cajamarca se conserva el llamado Cuarto del Rescate, uno de los palacios de esa ciudad, donde fue retenido el inca Atahualpa.

### Otros palacios de la civilización occidental
Desde la Baja Edad Media, el desarrollo de las ciudades europeas se manifestó en una notable arquitectura civil que incluía palacios reales, episcopales y nobiliarios; y también palacios municipales y casas palaciegas de burgueses enriquecidos en los principales focos urbanos (especialmente Flandes e Italia). A partir de la Edad Moderna los palacios de ciertas ciudades europeas constituyen modelos y denominaciones características, adaptando las sucesivas innovaciones formales de los estilos artísticos de cada periodo (el Renacimiento, el Barroco y el Neoclasicismo). Con la expansión colonial, el modelo de palacio europeo se extendió por el resto del mundo.

#### Las ciudades italianas y flamencas

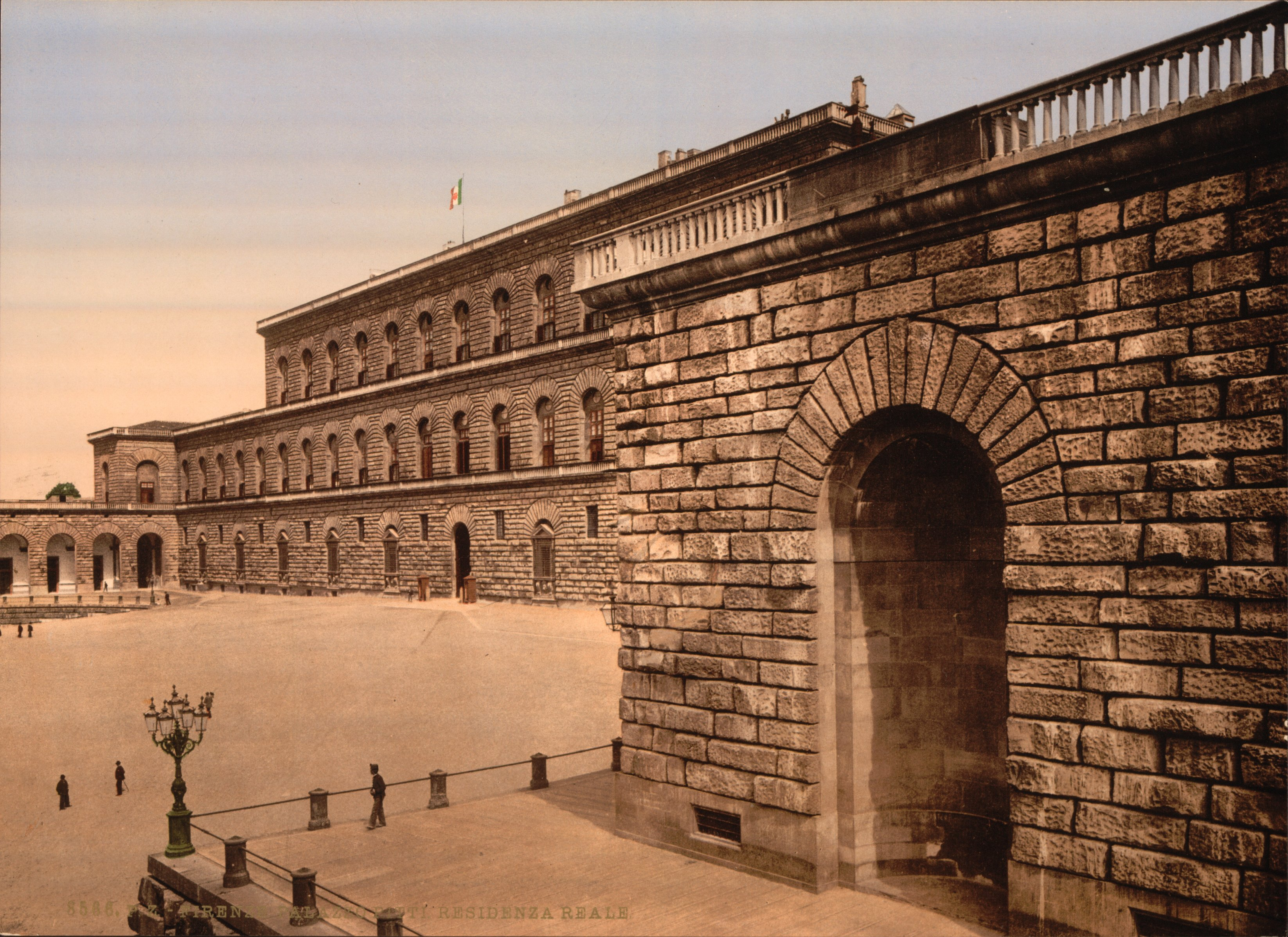
Palazzo Pitti, Florencia

Flandes e Italia fueron los dos núcleos principales del desarrollo urbano medieval, que se prolongó durante la Edad Moderna. En particular, cada una de las grandes ciudades italianas desarrollaron modelos de palazzo muy peculiares de cada una.
- Palacio romano
- Palacio florentino
- Palacio veneciano
- Palacio napolitano
- Palacio flamenco

#### Las capitales de las grandes monarquías europeas
Las ciudades capitales de las monarquías que formaron los estados modernos alojaron impresionantes palacios, tanto de las casas reales como de la aristocracia que se atraía a la corte permanente (por oposición a la corte itinerante medieval).

##### Londres

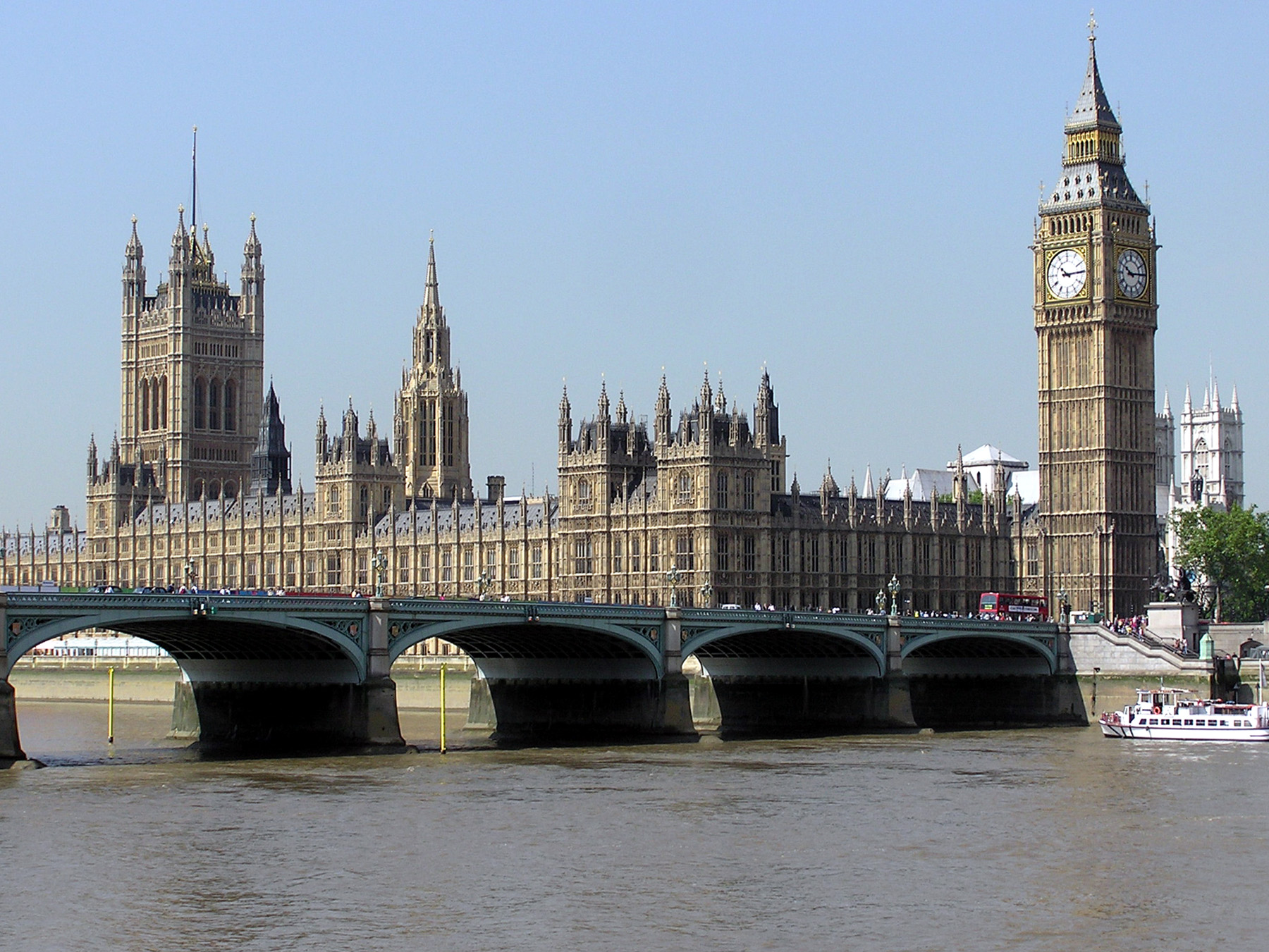
Palacio de Westminster, Londres

La city de Londres creció en torno al poder del rey de Inglaterra que simbolizaba la Torre de Londres (otras residencias reales se construyeron en los alrededores, como el Palacio Savoy, destruido en las revueltas de 1381), mientras que el poder del parlamento inglés se manifestaba en la cercana Westminster. La reconstrucción urbana tras el incendio de Londres de 1666 y su pujanza económica con la revolución industrial y la expansión del imperio británico convirtieron a esta metrópolis en la ciudad más importante del mundo, lo que determinó la condición palaciega de muchos de sus edificios, incluidos algunos muy característicos, como los clubs.
- Palacios de Londres: (Palacio de St. James, Palacio de Whitehall —el más extenso de Europa, fue destruido casi totalmente en un incendio en 1698, del que sólo se salvó el Banqueting Hall—, Palacio de Buckingham —residencia actual de la familia real británica—, Palacio de Westminster —sede del Parlamento inglés—, Palacio de Kensington, Northumberland House).
- Palacios del entorno de Londres (Hampton Court).

##### París

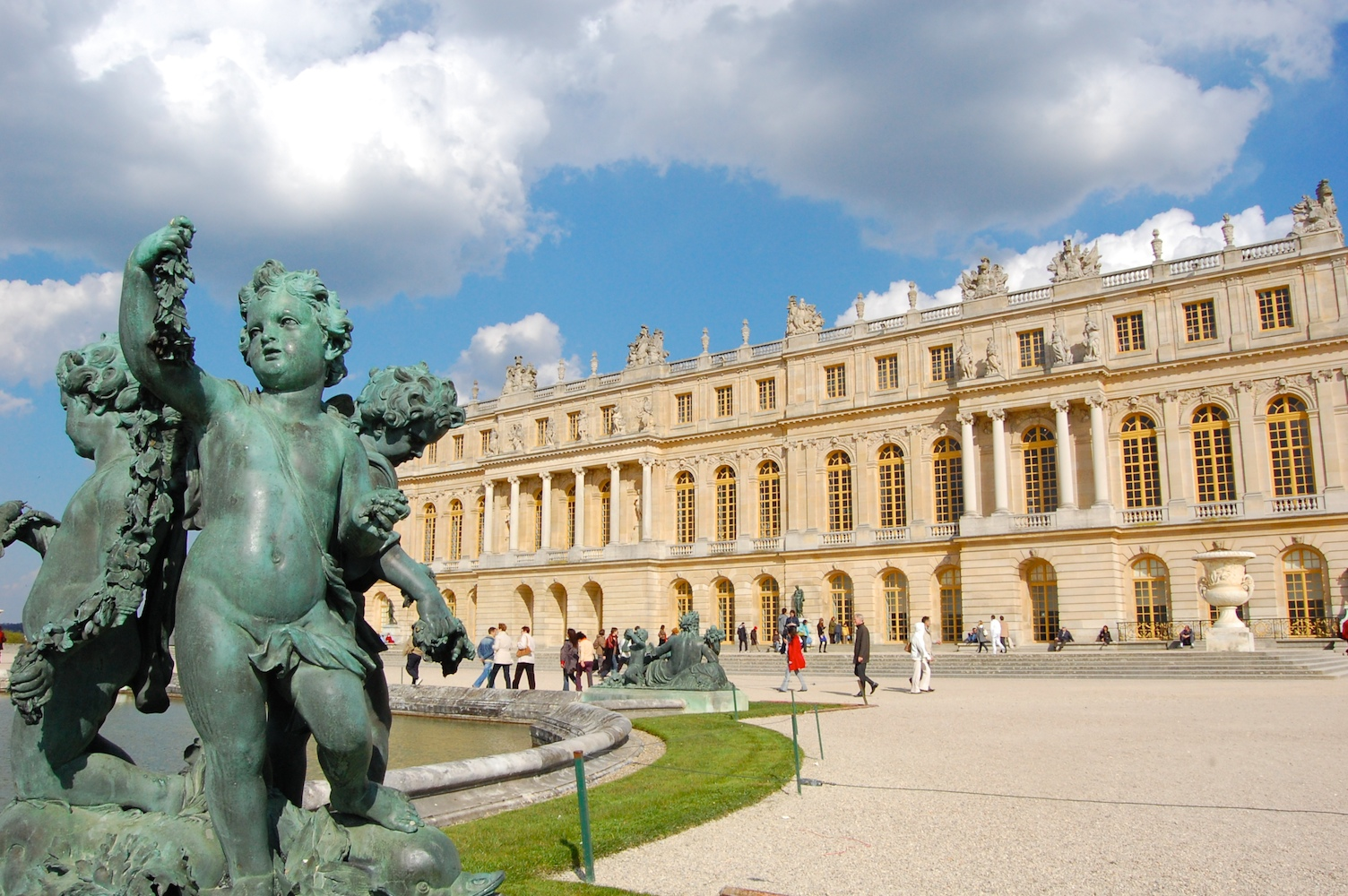
Jardines y Palacio de Versalles

El París medieval creció en torno a la fortaleza-palacio real de la isla de la Cité. Durante el Antiguo Régimen, muchos otros palacios se construyeron en la ciudad, a iniciativa regia o de particulares. El crecimiento urbano durante el siglo XIX (ensanche de Haussmann) permitió la construcción de palacios al gusto burgués, como el que habitó la reina exiliada de España Isabel II, llamado Palacio de Castilla.
- Palacios de París (Palais de la Cité, Palacio de las Tullerías, Palacio Borbón, Palais Royal, Palacio del Louvre, Palacio del Elíseo, Palacio del Luxemburgo)
- Palacios del entorno de París (Palacio de Fontainebleau, Palacio de Versalles -y su precedente inmediato, el Palacio de Vaux-le-Vicomte-, Grand Trianon y Petit Trianon, Palacio de Marly); a una distancia algo mayor, los Châteaux de la Loire (palacios o castillos del Loira)

##### Madrid

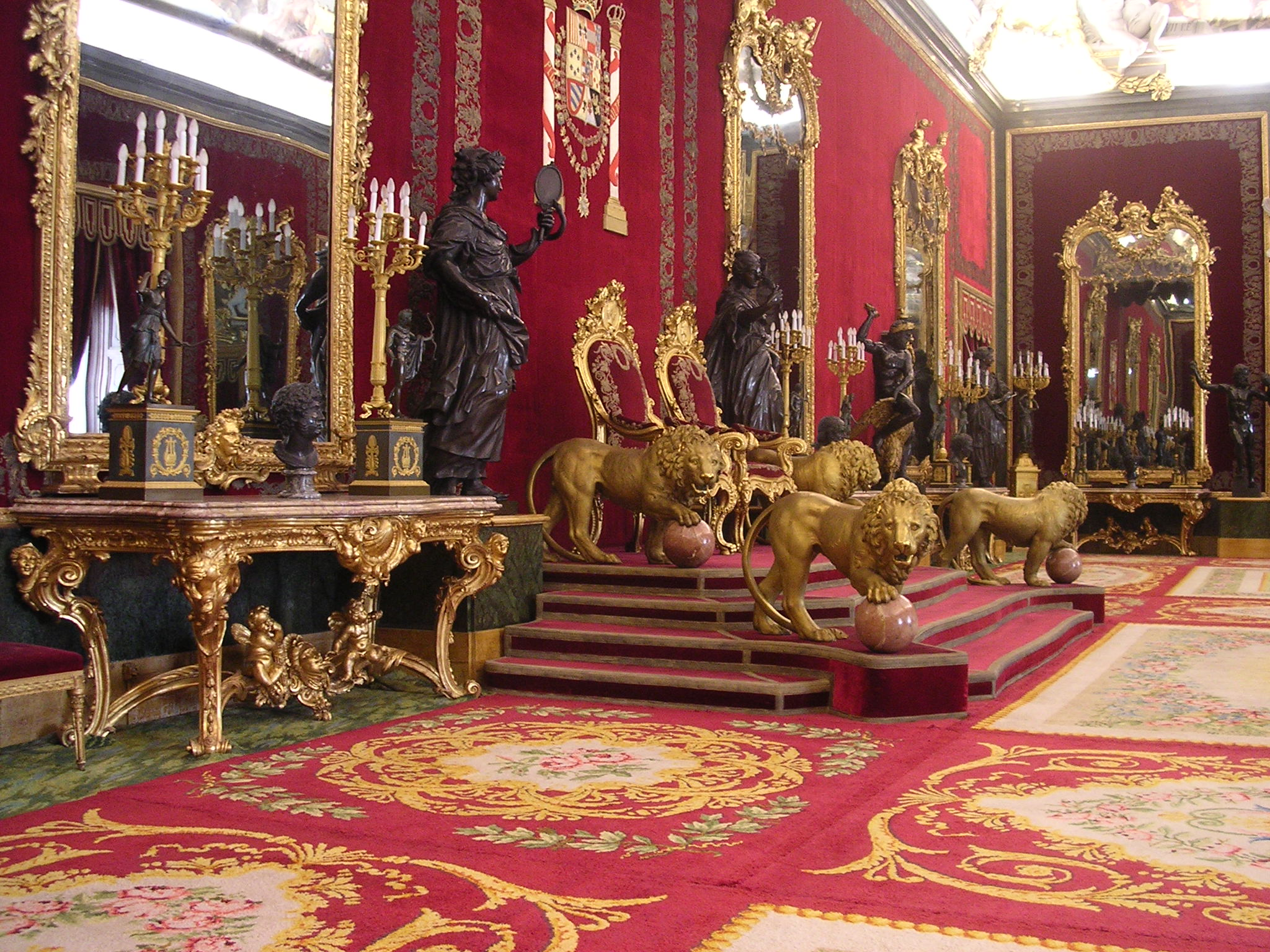
Salón del Trono del Palacio Real de Madrid

En la Baja Edad Media Madrid era una ciudad de segundo orden, pero que se beneficiaba de la presencia esporádica de la corte itinerante gracias a que el Alcázar era una escala obligada en la red de residencias reales de la Corona de Castilla. Incluso un palacio particular, la Torre de los Lujanes (en el entorno de la Plaza de la Villa, junto a la Casa de Cisneros), fue escogido como residencia-prisión de Francisco I de Francia, capturado en la batalla de Pavía. La ubicación central de la ciudad determinó su elección como corte permanente por Felipe II. El Alcázar se convirtió en la residencia oficial real, la burocracia se asentó en él y en otros edificios (como el Palacio de los Consejos, el Palacio de Santa Cruz o el Palacio del Marqués de Grimaldi) y a una distancia relativamente próxima se creó una red de Reales Sitios como residencias de recreo, entre los que se estableció un circuito ritualizado de desplazamientos (jornadas reales) en distintas estaciones del año; pero incluso cuando Felipe V pasó una larga temporada en Sevilla, las instituciones de poder permanecieron en Madrid. El incendio del Alcázar motivó su reconstrucción con los criterios propios del palacio borbónico de Versalles (que ya se había procurado imitar a pequeña escala en el Palacio de la Granja). Por su parte, la aristocracia llenó Madrid de palacios particulares (Palacio de Liria, Palacio de Villahermosa, Palacio de Buenavista), a los que en el siglo XIX el Nuevo Régimen liberal añadió la iniciativa de una oligarquía formada tanto por la alta nobleza tradicional como por la burguesía enriquecida y ennoblecida (Palacio del Marqués de Salamanca, Palacio de Linares, Museo Cerralbo, Museo Lázaro Galdiano); que caracterizó la arquitectura del eje urbano del Paseo de la Castellana. Las instituciones parlamentarias se alojaron en sendos palacios (Palacio de las Cortes o del Congreso y Palacio del Senado). En el Parque del Retiro se construyeron pabellones con el nombre de palacios (Palacio de Cristal, Palacio de Velázquez -no debe confundirse con la Casa de Velázquez, en el entorno del Palacio de la Moncloa-).
- Palacios de Madrid (regios, como el del Buen Retiro o el Palacio Real de Madrid —y su antecedente, el Alcázar de los Austrias—; aristocráticos, como el de Liria; burgueses, como el de Salamanca; públicos, como el de Velázquez);[29]
- Palacios del entorno de Madrid (Reales sitios, como el Palacio-Monasterio de El Escorial, el Palacio de Aranjuez, el Palacio de El Pardo o el Palacio de la Granja; y privados, como el Palacio de Laredo en Alcalá de Henares o el de Goyeneche en Nuevo Baztán).

##### Lisboa
- Palacios de Lisboa y su entorno (Lisboa, Palacio de Ribeira -destruido en el terremoto de Lisboa, su espacio fue ocupado por la Praça do Comércio- Palacio da Pena, Palacio de las Necesidades, Palacio de Sintra, Palácio da Regaleira, Palacio de Queluz, Palacio de Mafra, Palacio de Fronteira o Palacio de los marqueses de Fronteira, Palacio de Bussaco o de Buçaco)

#### Palacios de otras ciudades europeas

##### Alemania

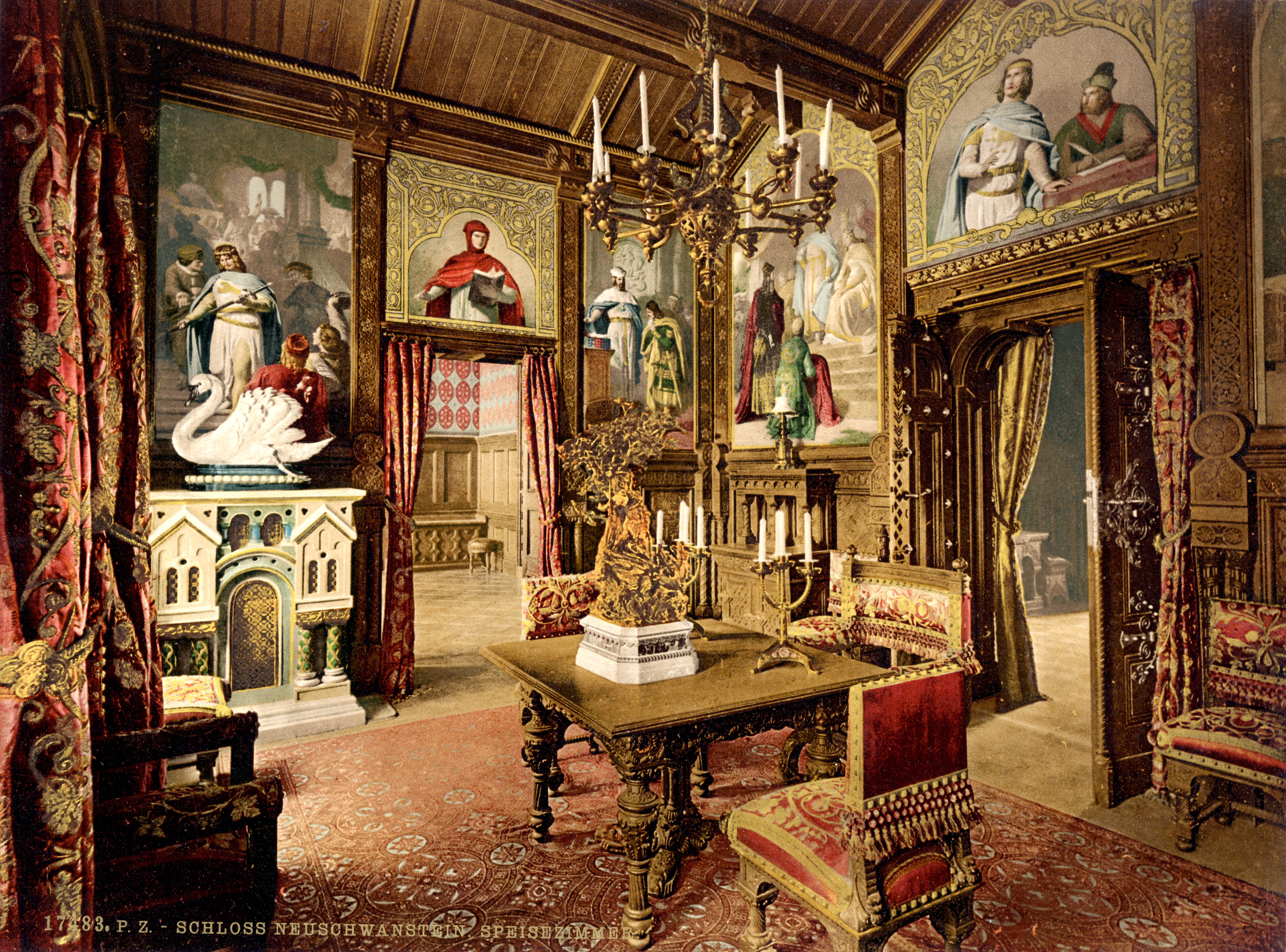
Interior del Castillo de Neuschwanstein

La condición descentralizada del Sacro Imperio Romano Germánico se manifestó en la construcción de cortes palaciegas en edificaciones de distintas denominaciones (Residenz -"residencia"- Hof -"corte"-, Schloss -"castillo"-, etc.) para los príncipes electores (Kurfürsten) y otros aristócratas de la alta nobleza y el alto clero (Fürsten -"príncipes"-) que actuaban en la práctica como soberanos independientes; mientras que la condición de emperador del Sacro Imperio, electiva, recayó desde finales de la Edad Media en los Archiduques de Austria de la casa de Habsburgo, que mantenían su corte en Viena. Algunas ciudades tenían la condición de ciudad libre o ciudad imperial (freie Städte y Reichsstadt), con muy distintos grados de autonomía, aunque no llegaron a alcanzar el grado de independencia de las ciudades-estado italianas o de los cantones suizos. La unificación alemana del siglo XIX determinó la capitalidad de Berlín durante el Imperio alemán (Deutsches Reich entre 1871 y 1918).
- Palacios bávaros o de Baviera (de los duques, luego electores y luego reyes de Baviera)

- Palacios muniqueses o de Múnich (Residenz, Palacio de Nymphenburg, Amalienburg, Palais Porcia)
- Con un criterio historicista ecléctico, en el último tercio del siglo XIX se construyó un conjunto de residencias palaciegas para el excéntrico Luis II de Baviera: el Castillo de Neuschwanstein, el Palacio de Herrenchiemsee y el Linderhof.

- Palacio de Schwerin
- Palacios sajones o de Sajonia (de los Electores de Sajonia)

- Palacios de Dresde (Dresde, Dresdner Residenzschloss, Zwinger)
- Schloss Wittenberg o Palacio de Wittenberg, en cuya iglesia (Schlosskirche) se fijaron las 95 tesis de Lutero

- Palacios del Palatinado (de los electores palatinos)

- Palacio de Heidelberg
- Palacio de Mannheim
- Palacio de Benrath o Schloss Benrath en Düsseldorf
- Palacio Electoral de Maguncia o Kurfürstliches Schloss

- Gohliser Schlösschen o Palacio de Leipzig (como palacio burgués en Leipzig, el Palais Roßbach o Palacio de Arwed Roßbach).
- La Residencia de Wurzburgo y el edificio principal de la fortaleza de Marienberg, a las afueras de Wurzburgo.
- Schloss Rastatt del Margrave de Baden
- Palacio de Karlsruhe
- Residenzschloss Ludwigsburg del duque de Württemberg
- Palacio electoral de Coblenza de los obispos-electores de Tréveris
- Palacios de Augustusburg y Falkenlust, de los príncipes-arzobispos de Colonia
- Palacio de Ehrenburg -, de los duques de Sajonia-Coburgo
- Palacio Fugger de Augsburgo, de los Fugger (Fuggerhäuser o Stadtpalast der Fugger, 1512-1515)[30]
- Palais Thurn und Taxis en Fráncfort del Meno

##### España

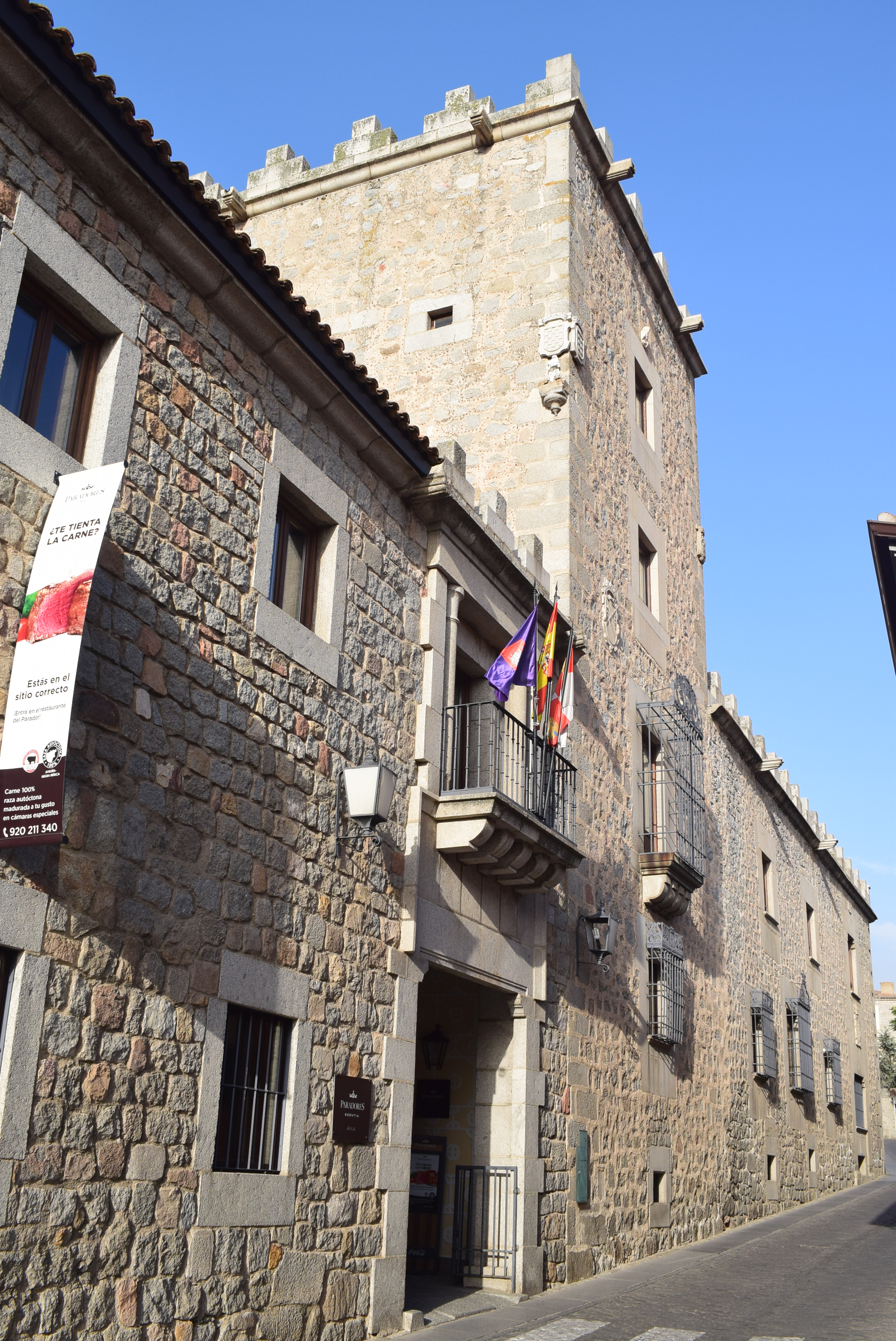
Palacio el Marqués de Benavites en Ávila.

En el Reino de Castilla entre otros los nobles vivían parte del año en sus señoríos y allí levantaban sus palacios que muchas veces se convertían en focos de cultura para pequeños municipios, caso de Alba de Tormes donde tenía su palacio el primer Duque de Alba (Kamen, 2004). En otros casos no era en su lugar de origen, sino en tierras donde a las que se sentían unidos, caso del Marqués de Benavites cuando levantó un torreón en su palacio de Ávila donde habilitó dos museos abiertos a los abulenses. Así en pequeñas poblaciones (como el Palacio de Cogolludo, el Palacio del Marqués de Santa Cruz, el Palacio Ducal de Lerma o el Palacio Real de Olite), hay palacios o incluso conjuntos de numerosos palacios (como los conjuntos monumentales de Cáceres, Úbeda, Villaviciosa o Espinosa de los Monteros); que responden a la configuración social del Antiguo Régimen en España.
Un caso diferente lo constituyen los palacios de indianos o casas de indianos, los suntuosos edificios que levantaron a finales del siglo XIX y comienzos del XX los indianos enriquecidos, a la vuelta de su emigración, en sus poblaciones de origen, especialmente del norte peninsular. En Canarias se conserva el lugar que ocupaba una cueva-palacio prehispánico (la Cueva de Chinguaro). En Galicia son características las residencias palaciegas de tipo eminentemente rural denominadas pazos.

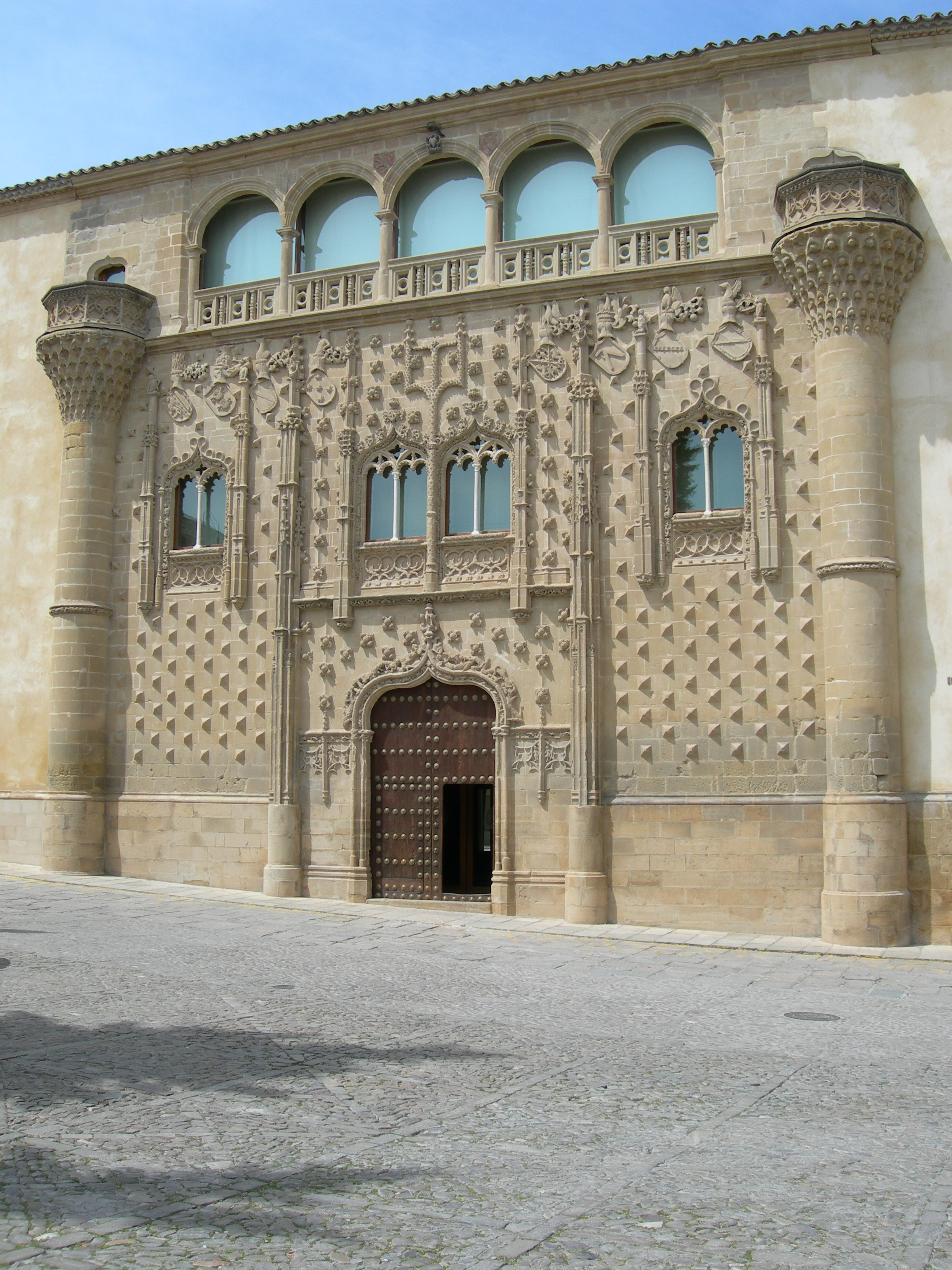
Palacio de Jabalquinto, Baeza.
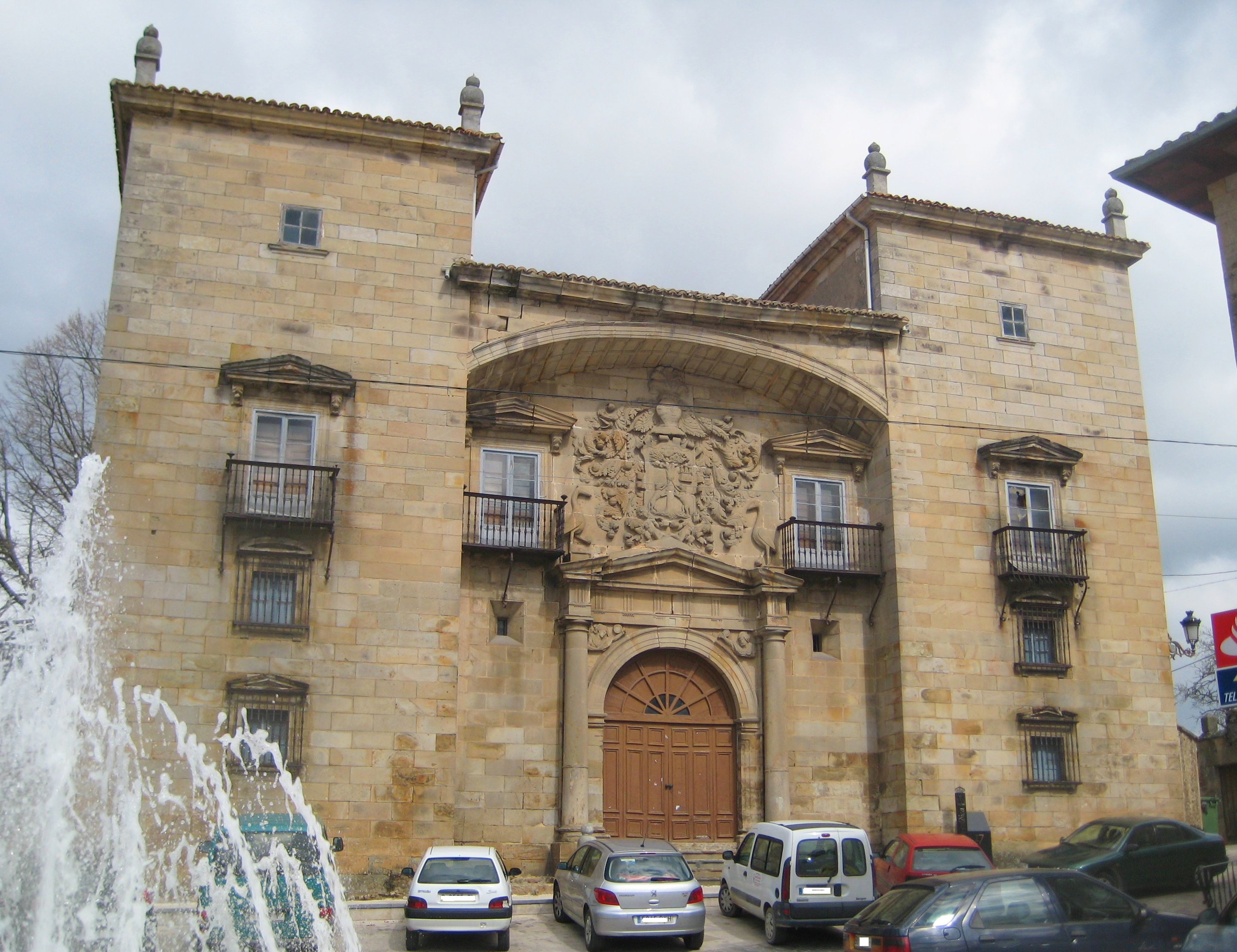
Palacio de Chiloeches, Espinosa de los Monteros.
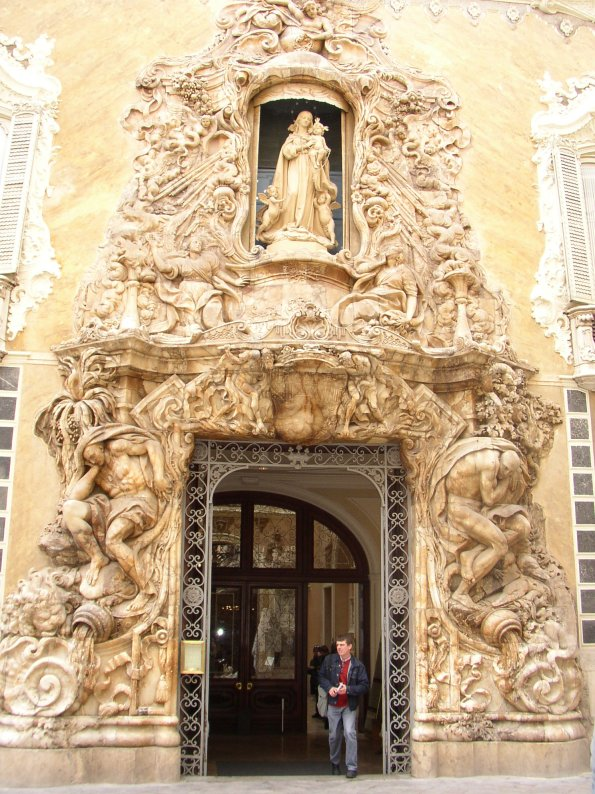
Palacio del Marqués de Dos Aguas, Valencia.
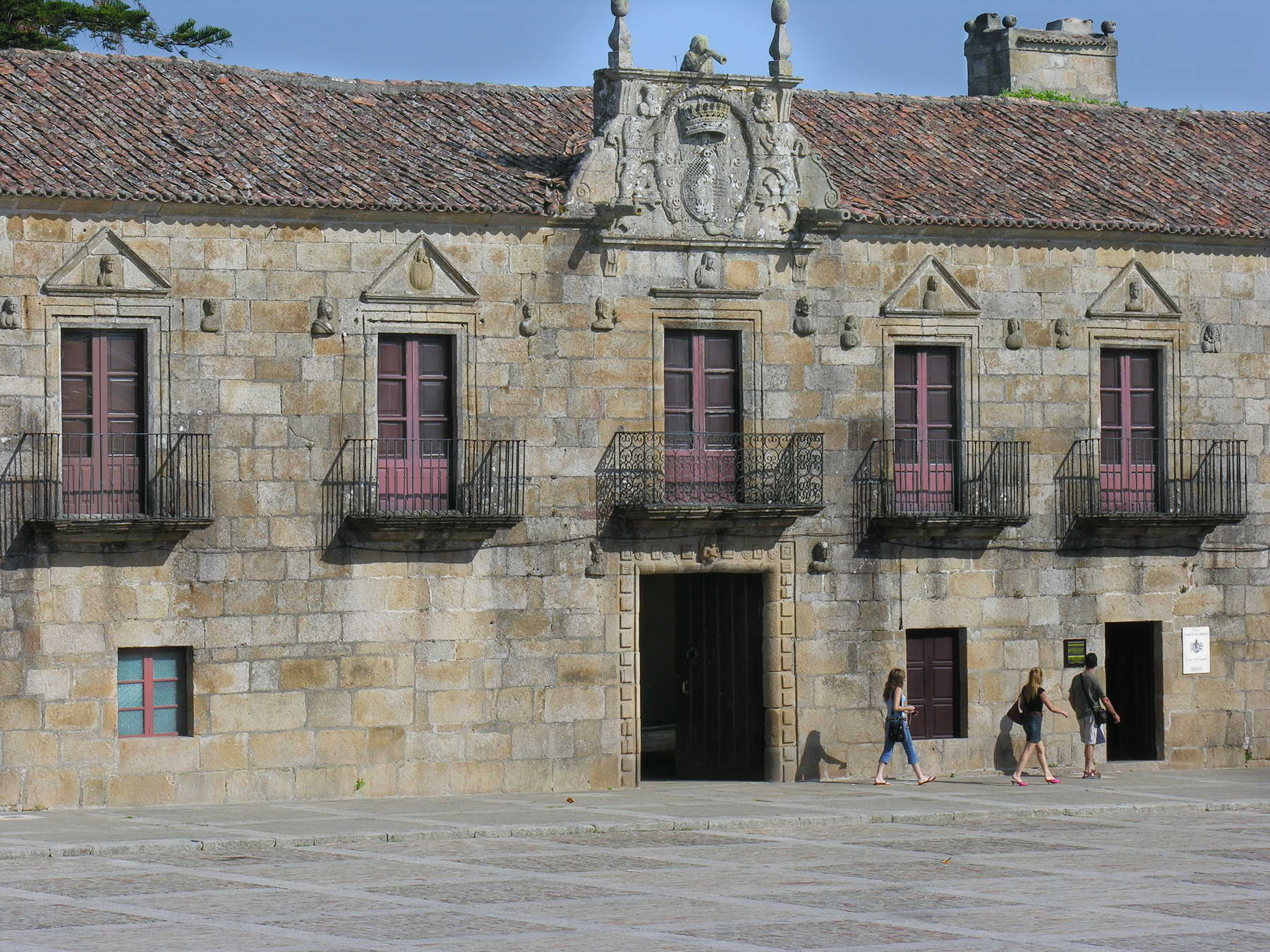
Pazo de Fefiñans, Cambados.

##### Francia

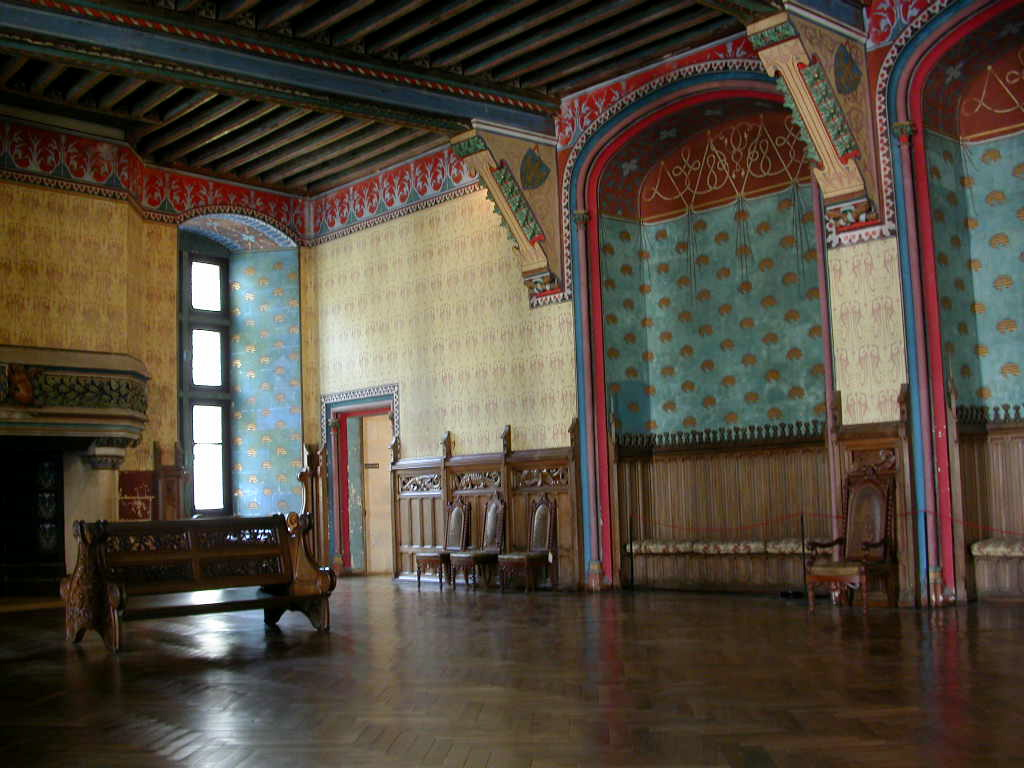
Interior del Castillo de Pierrefonds

Además de las residencias reales y aristocráticas conocidas como Châteaux de la Loire, en Francia hay multitud de palais urbanos y châteaux rurales que responden a la peculiar configuración histórica del Antiguo Régimen en Francia. Las regiones periféricas (Bretaña, Normandía, Borgoña, Provenza, Aquitania), con de centros de poder autónomos hasta su incorporación al reino de Francia se caracterizaron por mantener instituciones particularistas como los Parlements, expresados en edificios palaciegos.
Con un criterio historicista neogótico, Viollet le-Duc reconstruyó el Castillo de Pierrefonds como palacio para Napoleón III.

##### Reino Unido

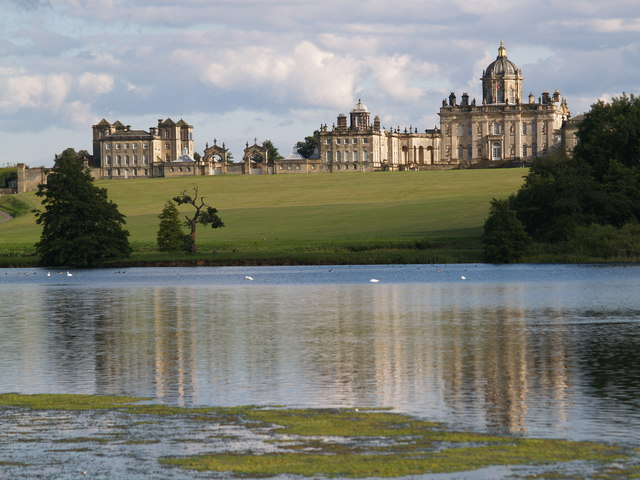
Castle Howard

Las residencias palaciegas rurales de la aristocracia inglesa, inicialmente en estilo Tudor (Hunsdon House, Oxburgh Hall, Owlpen Manor, East Barsham Manor) e isabelino (Hardwick Hall, Burghley House, Wollaton Hall, Longleat House) reflejaron posteriormente el ideal arquitectónico del palladianismo (Wilton House, Holkham Hall, Woburn Abbey, Saltram House, Wentworth Woodhouse), y otros estilos (Palacio de Blenheim -el único edificio que lleva el nombre palace además de los vinculados a la familia real, que fue construido para el Duque de Marlborough-, Castle Howard, Flete House, Compton Castle, Trafalgar House, Montacute House, Groombridge Place, Knole House). De un modo notable, desarrollaron un estilo propio de paisajismo (el jardín inglés), diferenciado del geometrismo de los jardines versallescos. También se desarrolló una arquitectura palaciega en entornos urbanos, además del de la ciudad de Londres.
En Irlanda, Carton House, Westport House, Powerscourt House, Frescati House, Leinster House.
En Escocia se encuentran residencias regias: el Palacio de Holyrood (el palacio real de los reyes de Escocia desde el siglo XV) y el Castillo de Balmoral (residencia de los reyes de Inglaterra desde la reina Victoria).

##### Rumanía
- Castillo de Bran o de Drácula
- Castillo de los Corvino o Castillo de Hunyad (Hunedoara)
- Castillo de Peles
- Palacios de Bucarest (Bucarest, Palatul Regal o Palacio Real de Bucarest -hoy Museo Nacional de Arte de Rumanía-, Palacio Sutu)

Durante el régimen comunista de Ceaucescu se levantó, con criterios estéticos propios de la arquitectura soviética o arquitectura estalinista, un gigantesco complejo de edificios (el Casal Popuruli o "Casa del Pueblo"), actualmente denominado Palacio del Parlamento Rumano.

## Referencias

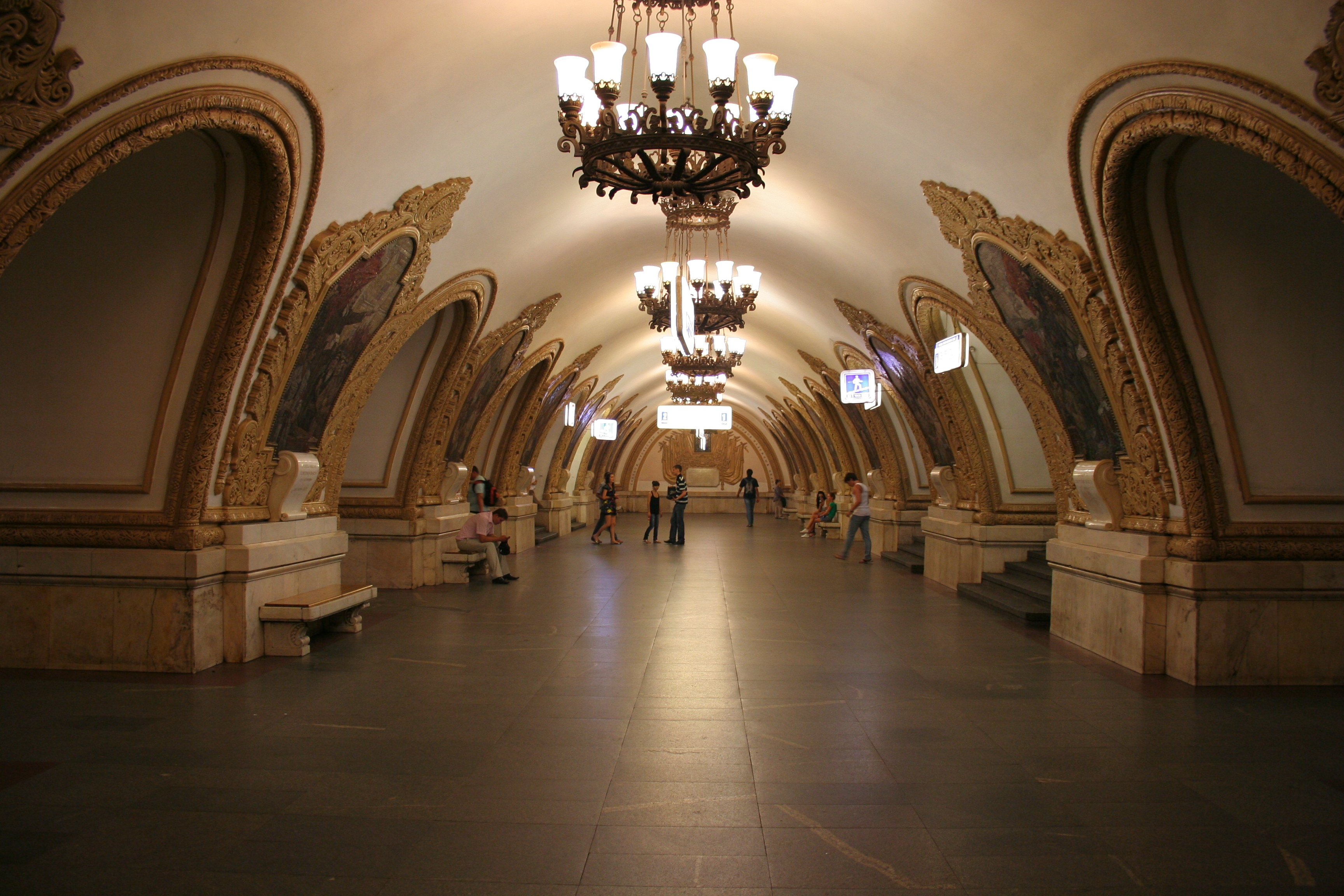
Metro de Moscú (1935), de estilo monumental y palaciego.